# Opel Manta A
Beim Manta A handelt es sich um die erste Generation des Manta, ein Mittelklasse-Coupé von Opel, zu dessen Baureihe auch der Ascona A gehört. Er hatte keinen wirklichen Vorgänger, ersetzte aber mit Olympia Coupé und Kadett 1700 S Coupé Varianten des Kadett B, die im Juli 1970 aus dem Programm genommen wurden. Der Manta lag im Opel-Programm zwischen Kadett Coupé und Rekord Coupé, sein wichtigster Konkurrent war der Ford Capri. Das italienisch anmutende Design schuf George Gallion unter der Leitung des Opel-Chefdesigners Chuck Jordan. Bis Juli 1975 entstanden 498.553 Wagen.

## Debüt 1970

### Entwicklung
Am Anfang sah die Entwicklung gar keinen Manta vor und er ist dann auf ungewöhnliche Weise entstanden: Opel plante einen Kadett-Nachfolger, wobei die Baureihe erneut ein Coupé mit dem Vorderwagen der Limousine umfassen sollte. Als Reaktion auf das Erscheinen des Capri entschied der Opel-Vorstand im Frühjahr 1969, aus dem geplanten Kadett eine größere Baureihe zu konstruieren, wobei das Coupé eine eigenständige Karosserie und einen eigenen Namen bekommen sollte. Das Debüt des Kadett-Nachfolgers verzögerte sich daraufhin bis 1973.
Ausgehend vom Entwurf für ein Kadett Coupé kreierte George Gallion im Sommer 1969 binnen sechs Wochen eine Coupé-Karosserie. Dem Trend folgend erhielt sie eine lange Front, man sprach von  „Long Nose“, wozu man am Ford Capri die Länge von der Vordertürkante bis zur vorderen Stoßstange bestimmte und sich an diesen Maß orientiere. Da bis zum Produktionsbeginn nicht einmal ein Jahr lag, konnten keine speziellen Leuchten entworfen werden, ihre Konstruktion und Zulassungsprozedur hätte zu lange gedauert. Deswegen nahm man Standard-Rundscheinwerfer und die vorderen Blinkleuchten des Opel Olympia.

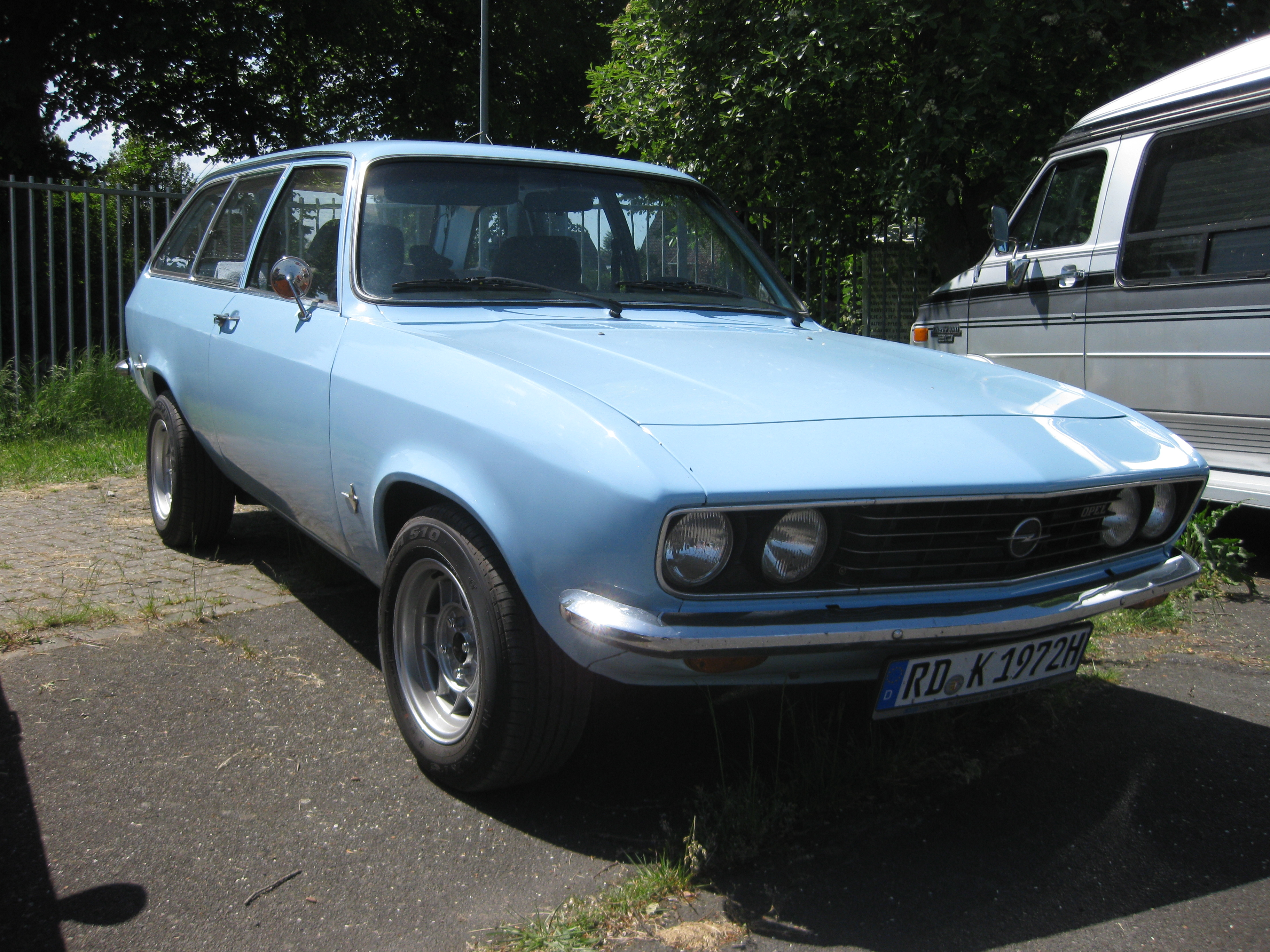
Umgebauter Ascona mit Manta-Front

Der Manta besaß das gleiche Cockpit wie der Ascona, aber eine Front mit vier Rundscheinwerfern. Dabei konnte man die Manta-Front an den Ascona anbringen, wobei diese privaten Umbauten zumeist Mancona hießen. Die Türen von Manta und zweitürigen Ascona unterschieden sich in ihren Blechteilen nur durch den angelöteten Rahmen, da der Manta rahmenlose Türen besaß. Türverkleidung, Scheibe und Fensterhebe-Mechanik glichen sich aber nicht. Die Manta-Karosserie wies einen erheblich geringeren Luftwiderstand auf, dies zeigte eine Höchstgeschwindigkeit von 170 km/h anstatt 160 km/h bei identischer Motorisierung. Das Kofferraumvolumen unterschied sich nicht, was den Manta zu einem idealen Reise-Coupé machte.

### Vorstellung
Am 16. September 1970 stellte Opel den Manta A im Seebad Timmendorfer Strand der Presse vor. Der zugehörigen Presstext verkündete: „Das Auto, das wir Ihnen heute präsentieren, stempelt kein anderes Modell zum alten Eisen, sondern gesellt sich zu unserem bisherigen Programm als wirkungsvolle Ergänzung und zur Deckung eines neu entstandenen Bedarfs.“
Bereits am 25. September fand die Händlerpräsentation statt. Dazu gab es aufblasbare Manta-Rochen mit schwarzer Unter- und oranger Oberseite, die zur Dekoration im Ausstellungsraum hingen. Die Slogans dazu lauteten Manta ist da und Jeder Mann ein Manta-Mann. Bis Jahresende kam es zu rund 55.000 Bestellungen in Europa, davon 22.000 in Deutschland, wobei der Erfolg bis zur Produktionseinstellung anhielt.

### Normalausführung

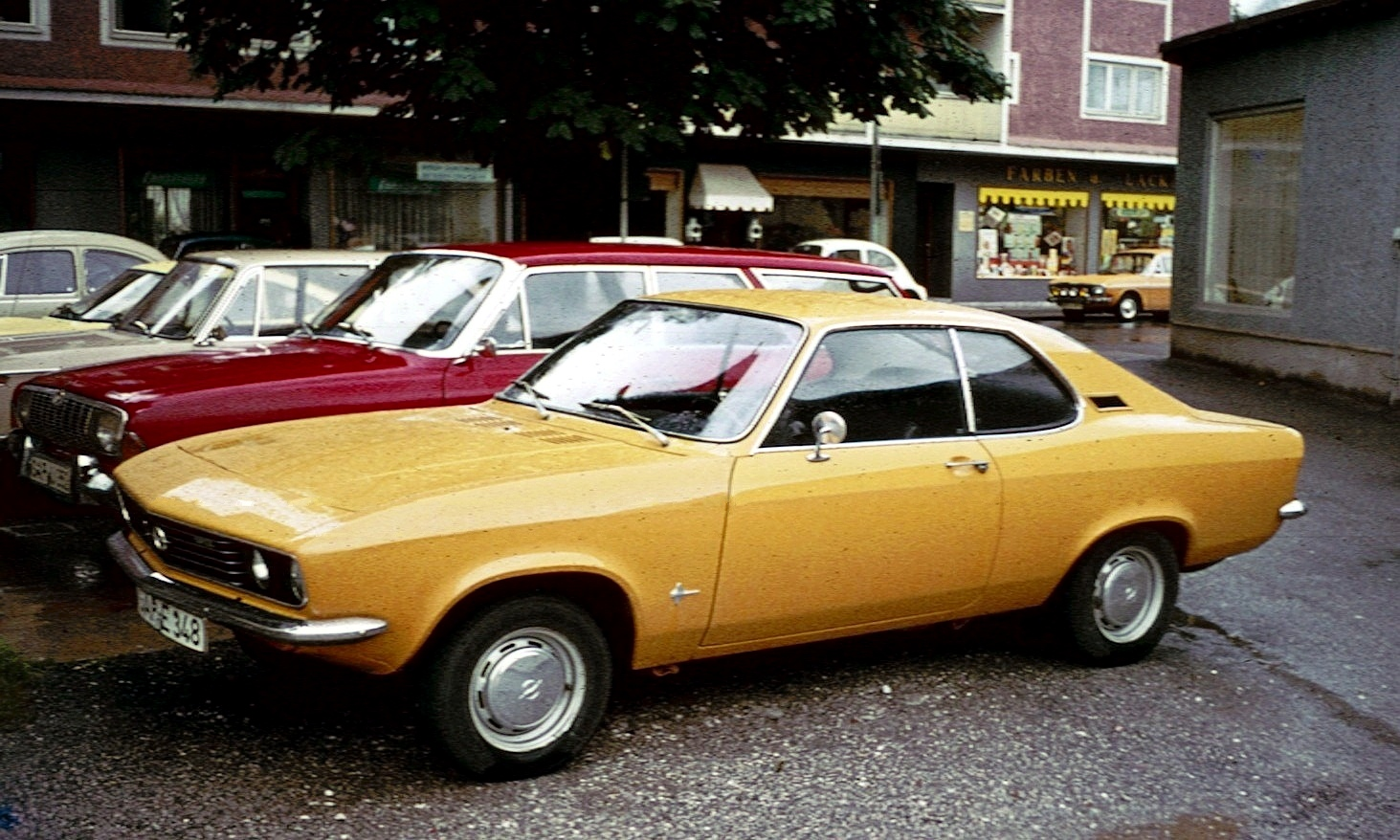
Manta in Normalausführung

Der Manta war geringfügig besser als der Ascona ausgestattet, gehörten doch Chromleisten um die Seitenfenster herum, Teppichboden und 165 mm Reifenbreite zur Normalausführung. Standard waren aber auch hier nur Diagonalreifen und noch nicht einmal Halogenlampen, obwohl die Doppelscheinwerfer dies vermuten ließen. 1970 gab es nämlich noch keine Zweifaden-Halogenlampen, was für Halogenlicht separate Fernscheinwerfer erforderte und infolgedessen häufig der Grund für Doppelscheinwerfer war. Zudem wirkte der Bilddeckel anstatt des dritten Instruments nochmals primitiver als beim Ascona, da ein serienmäßiger Drehzahlmesser in einem Sportwagen nahe lag. Der Grundpreis lag mit 8.270 DM rund 900 DM über jenem des Ascona.

### Luxusausführung

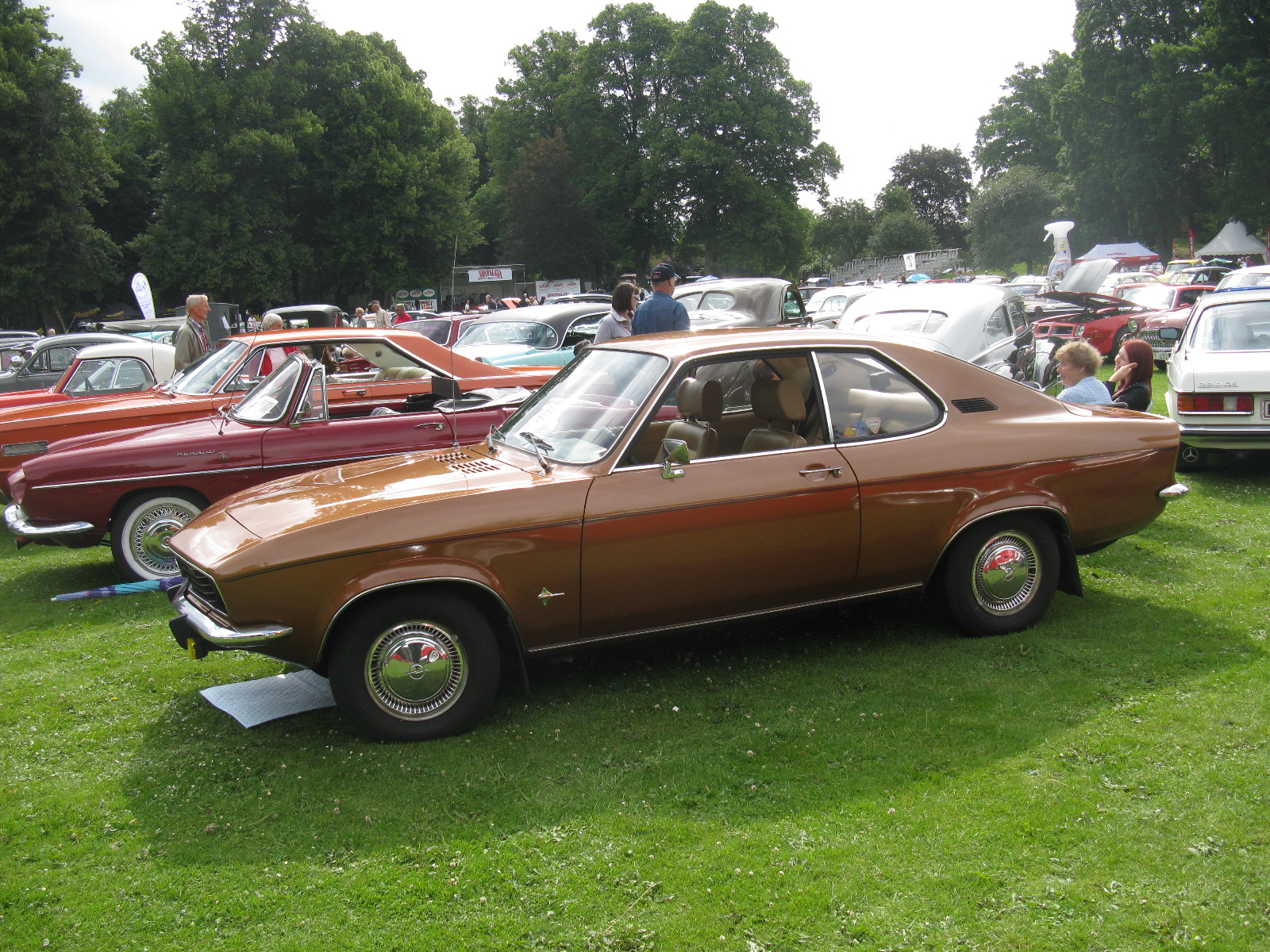
Manta Luxus

Die Luxusausführung bot für etwa 550 DM Mehrpreis das gleiche wie beim Ascona, also im Wesentlichen Stoffpolster, Zeituhr, Zigarrenanzünder, Beleuchtungen für Motorraum, Handschuhfach und Kofferraum, Handbremswarnleuchte, zusätzliche Chromleisten, Zierringe um die Radkappen sowie ausstellbare Heckfenster. Hinzu kamen ein dünner schwarzer bzw. weißer Zierstreifen an den Seiten, wie er ähnlich zum Ascona SR gehörte, ein verchromtes Auspuffendrohr und Teppichboden auf der Hutablage.

### Manta SR

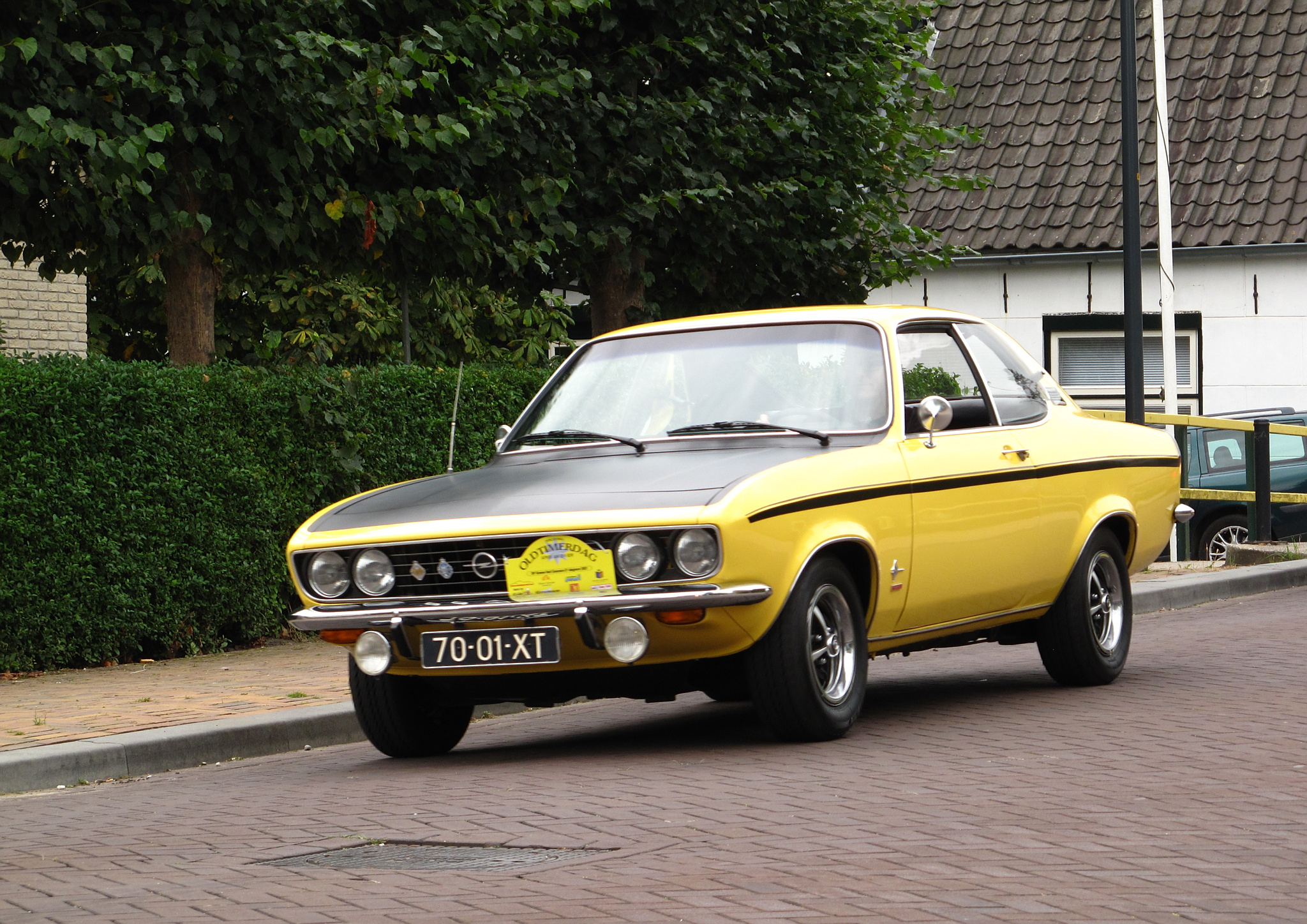
Manta 1.9 SR

Im Gegensatz zum Ascona handelte es sich bei „SR“ nicht um ein Zusatzpaket, sondern um ein eigenständiges Modell. Wie beim Ascona gehörte der Motor 1.6 S oder 1.9 dazu. Der Manta SR besaß alles, was der Ascona SR auch besaß, also Sportfahrwerk mit härteren Federn und angepassten Stoßdämpfern, Stahlsporträder ohne Radkappen, Sportlenkrad, Drehzahlmesser sowie eine Konsole für Zusatzinstrumente unterhalb des Radios mit Zeituhr, Ampèremeter und Öldruckanzeige.
Darüber hinaus gab es Sicherheitsgurte, Holzimitat-Schaltknauf, Sportauspuff mit Doppel-Endrohr und nach Vorbild des Rallye Kadett einen schwarzen Dachhimmel mit schwarzen Sonnenblenden ohne Schminkspiegel bei stets schwarzen Sitzbezügen. Vom Rallye Kadett stammte auch die Gummibalg-Einheit für die Scheibenwaschanlage mit elektrischem Kontakt für die Scheibenwischer. Eine kürzere Achsübersetzung ermöglichte schnellere Beschleunigungswerte und führte zum Kombinationsverbot mit dem Automatikgetriebe. Der SR hatte Halogenlicht, in allen vier Scheinwerfern steckten H1-Lampen, wobei eine Lichtmaschine mit 35 A anstatt 28 A dazugehörte. Und er rollte auf Reifen der Dimension 185/70 SR 13. Eigentlich trug er auch eine spezielle Gestaltung, sie durfte aber abbestellt werden: mattschwarze Motorhaube; ein ebenso lackierter Bereich um die Heckleuchten und das hintere Nummernschild; ein breiter und ein darüber liegender dünner Zierstreifen, die seitlich von vorne nach hinten verliefen, dann über den Kofferraumdeckel und an der anderen Seite wieder nach vorne. Alternativ lieferte Opel den Seitenstreifen der L-Ausstattung. Die SR- kostete etwa 800 DM mehr als die L-Ausstattung, auf der sie basierte, und somit erheblich mehr als das SR-Paket für den Ascona.
Der Kofferraumdeckel trug den Schriftzug Manta SR anstatt wie gewöhnlich Manta.

### Aufpreisliste

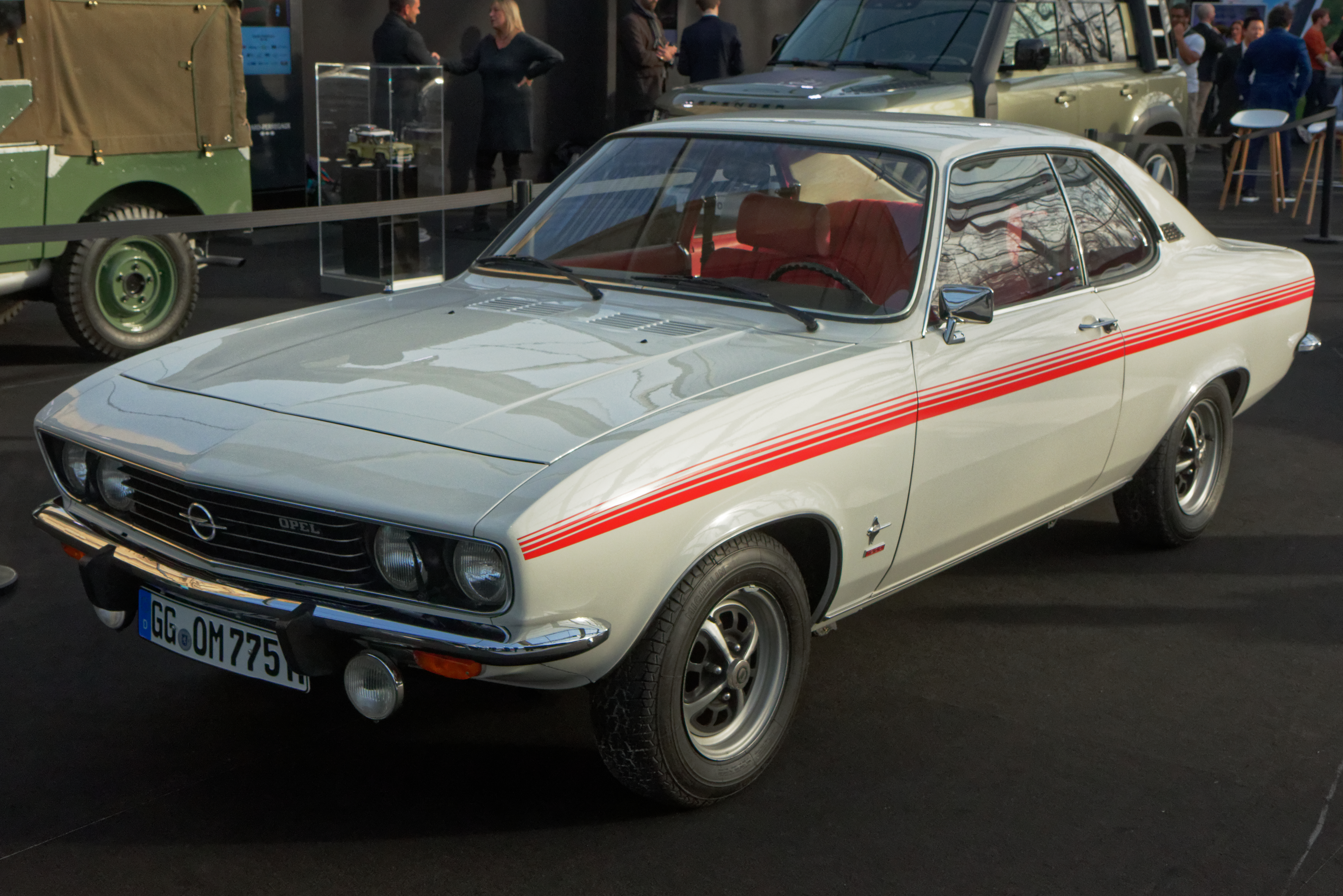
Nebelscheinwerfer am Manta

Wie vom Ascona bekannt, bot Opel auch für den Manta Elemente der Luxusausstattung einzeln an: die zusätzlichen Chromleisten an den Radläufen und den Türschwellern, die hinteren Ausstellfenster, die Zeituhr, den Zigarrenanzünder, die zusätzlichen Beleuchtungen und ein Paket bestehend aus abblendbaren Außenspiegel, Spiegel in Beifahrersonnenblende, Beifahrer-Haltegriff sowie zwei Aschenbecher in der Seitenverkleidung. Vom SR ließen sich das Sportlenkrad mit seinem kleineren Durchmesser und die Halogenscheinwerfer erhalten.
Anstelle der Zeituhr bzw. des Blinddeckels konnte man einen Drehzahlmesser bekommen und anstelle des Gummibalgs im Fußraum eine elektrische Scheibenwaschanlage. Die altmodischen Parkleuchten auf den Kotflügeln erfreuten sich auch im Manta keiner nennenswerten Nachfrage mehr. Zur heizbaren Heckscheibe oder den Halogen-Nebelscheinwerfern gehörte die stärkere Lichtmaschine. Entsprechend dem Ascona hingen letztere ebenso wie die zugehörige Nebelschlußleuchte unter der Stoßstange, besaßen aber einen runden Reflektor und fielen dadurch beim Betrachten der Wagenfront sofort ins Auge. Bei der grünen Frontscheibe mit 9 % Einfärbung handelte es sich um eine Verbundglas-Windschutzscheibe, die auch ohne Tönung zu bekommen war. Wie beim Ascona bestellten sie nur wenige Kunden, was nochmals mehr für die Kombination mit grüner Heckscheibe galt. An weiteren Extras hielt die Preisliste bereit: Automatik-Sicherheitsgurte, Kopfstützen, ein Stahlschiebedach mit Kurbel und Gürtelreifen in den Dimensionen 165 SR 13 oder 185/70 SR 13.
Für alle Manta A ließ sich eine Einschicht-Metallic-Lackierung und ein Vinyldach bekommen, während letzteres beim Ascona die Luxusausstattung voraussetzte.

### Farben
| Standard:            |                  |               |
| Sierrabeige BB       | Arktisweiß RR    | Granitgrau VV |
| Citrusgelb CC        | Kardinalrot JJ   | Ocker SS      |
| Ziegelrot WW         | Kosmosblau KK    | Lagoblau XX   |
| Einschicht-Metallic: |                  |               |
| Monzablau HH         | Costricabraun LL | Silber UU     |
| Bronze GG            | Pampasgrün PP    |               |

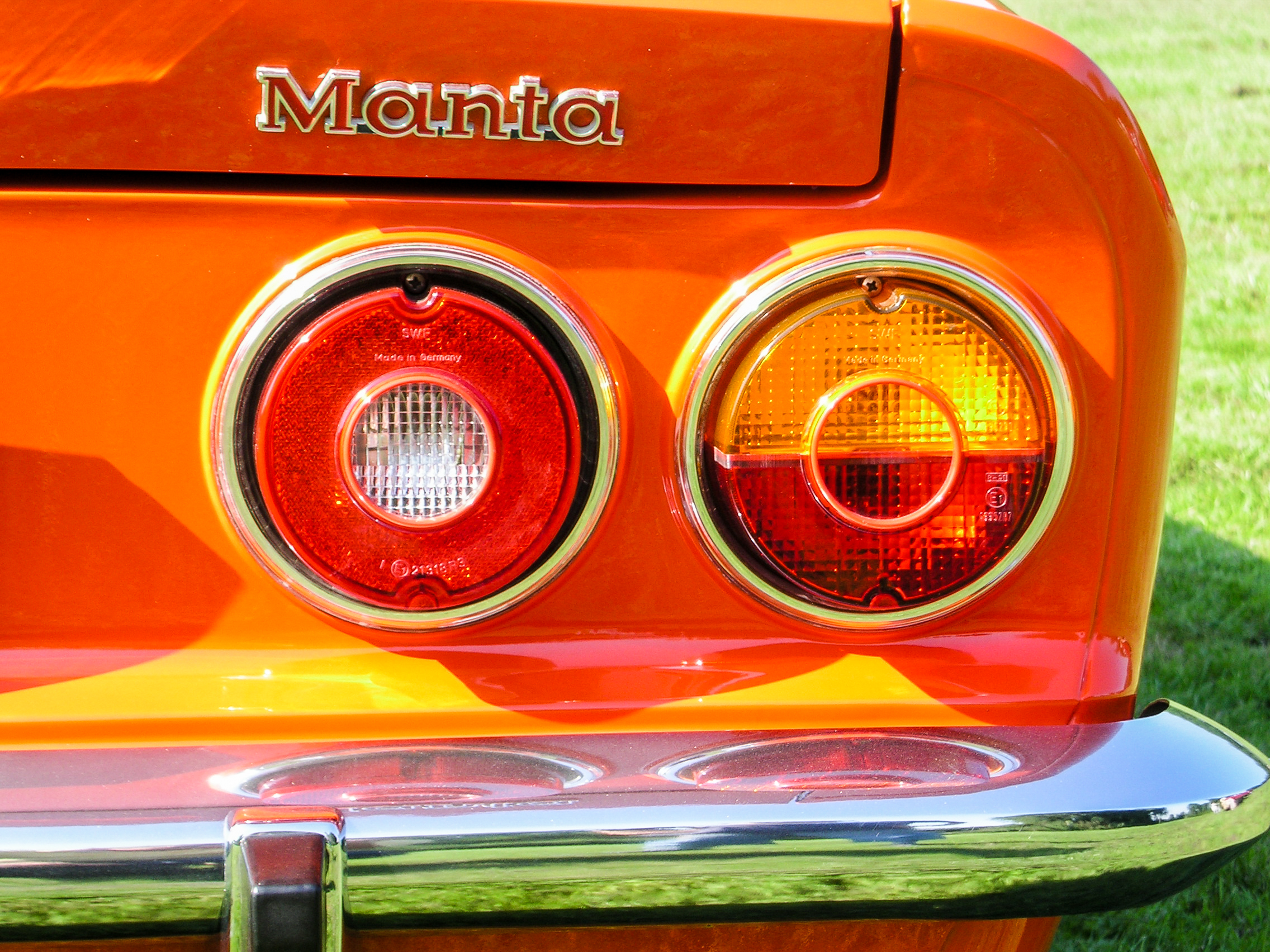
Ziegelrot

Das SR-Dekor durfte nicht kombiniert werden mit Sierrabeige, Granitgrau, Kosmos- und Lagoblau.

### Antrieb

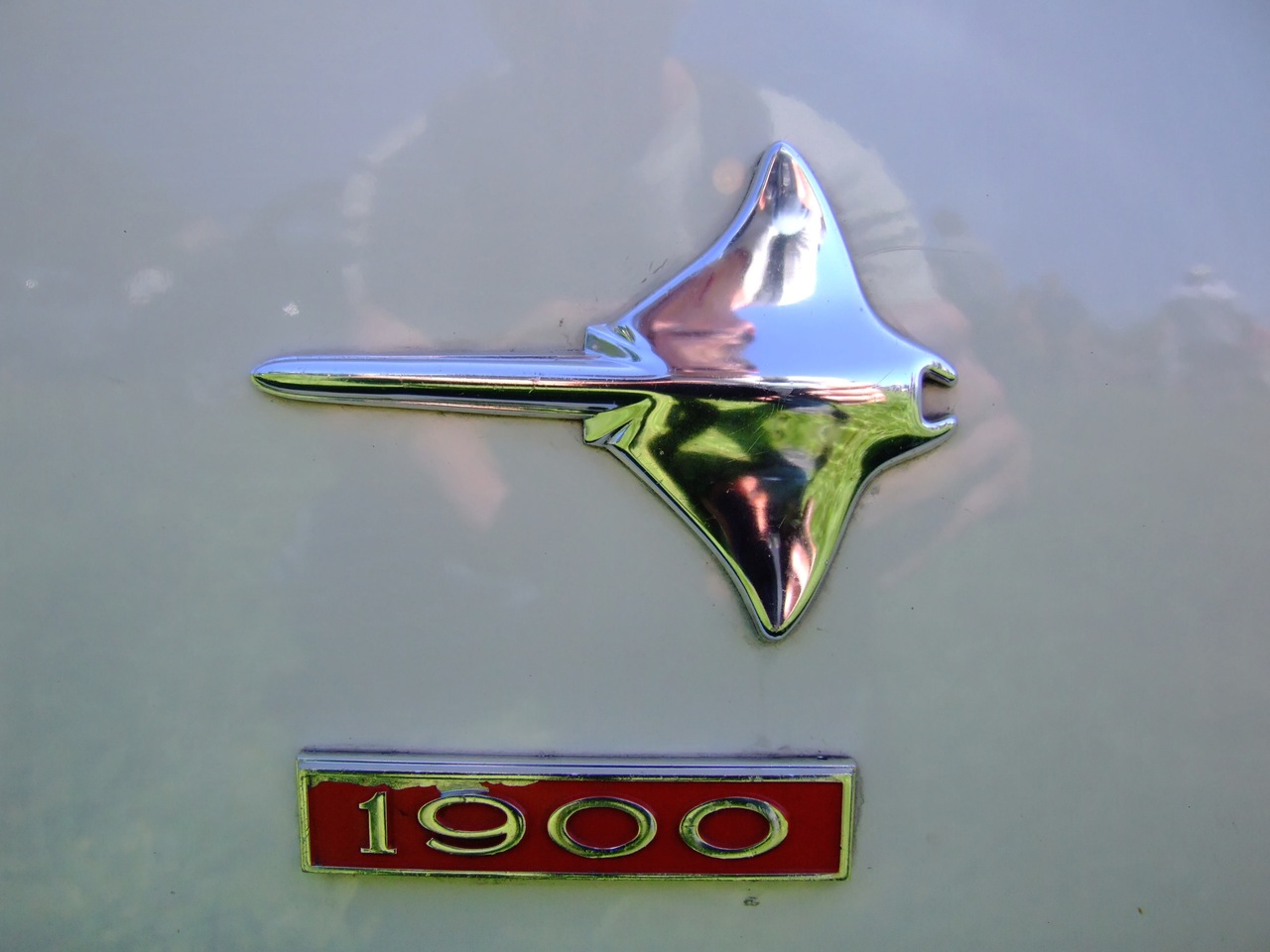
Manta 1.9

Zunächst gab es nur den bekannten CIH-Motor in drei Ausführungen, nämlich in der vom Rekord übernommenen Variante mit 1,9 l und 90 PS (66 kW) für den Manta 1.9 SR und in neu geschaffener Größe 1,6 l und 68 PS (50 kW) oder 80 PS (59 kW) für Manta 1.6 bzw. 1.6 S und 1.6 SR. Der Preisunterschied zwischen 1.6 und 1.6 S lag bei etwa 170 DM.
Wie der Ascona A, so besaß auch der Manta A mit manueller Schaltung immer ein Vierganggetriebe und einen Schalt- oder Wählhebel auf dem Getriebetunnel – für den 1.6 S konnte man die Opel Automatik bekommen.
Im Gegensatz zum Ascona A trug der Kofferraumdeckel keine Angabe zum Motor, es gab lediglich im Falle des 1,9 l ein rot unterlegten Schriftzug 1900 rechts und links unter dem Manta-Signet. Opel sprach zwar beispielsweise vom Ascona 16 oder Ascona 19, im Falle des Manta aber von Manta 1.6 und Manta 1.9.

### Fahrwerk
Die Fahrwerke von Manta und Ascona unterschieden sich nicht: Die ordentlich geführte starre Hinterachse mit Schraubenfedern stammte vom Kadett B, für den sie erst zur Überarbeitung für das Modelljahr 1968 neu konstruiert worden war, bekam aber progressive Federn. Bei der Doppelquerlenker-Vorderachse handelte es um eine Neukonstruktion, die ebenfalls Schraubenfedern aufwies, im Gegensatz zur Querblattfeder beim Kadett.
Das Bremssystem mit Scheiben vorne, Trommeln hinten und serienmäßigen Bremskraftverstärker entsprach dem Standard in der Fahrzeugklasse.

## Änderungen im Modelljahr 1971

### Aufpreisliste
Bereits im Januar 1971 kam ein Sperrdifferential hinzu, welches zunächst mit allen, dann nur mit den Motoren 1.6 S und 1.9 kombiniert werden durfte.

### Manta 1.9
Ebenfalls ab Januar 1971 konnte man den 1,9 l-Motor ohne SR-Ausstattung und dann auch mit Automatik bekommen. Zum Manta 1.9 gehörten Reifen 165 H 13 anstatt 165 S 13. Im Gegensatz zum Ascona wurde wenigstens der 1.6 S als Standardmotorisierung angesehen, so dass der Manta 1.9 weit mehr Käufer als der Ascona 19 fand. Der 1,9 l kotete etwa 290 DM mehr als die Basismotorisierung.

## Modelljahr 1972

### Farben
| Standard:            |                |               |
| Sierrabeige BB       | Arktisweiß RR  | Granitgrau VV |
| Citrusgelb CC        | Kardinalrot JJ | Ocker SS      |
| Ziegelrot WW         | Kosmosblau KK  | Lagoblau XX   |
| Einschicht-Metallic: |                |               |
| Monzablau HH         | Saharagold DD  | Silber UU     |
| Bronze GG            | Limonengrün PP |               |

### Manta 1.2

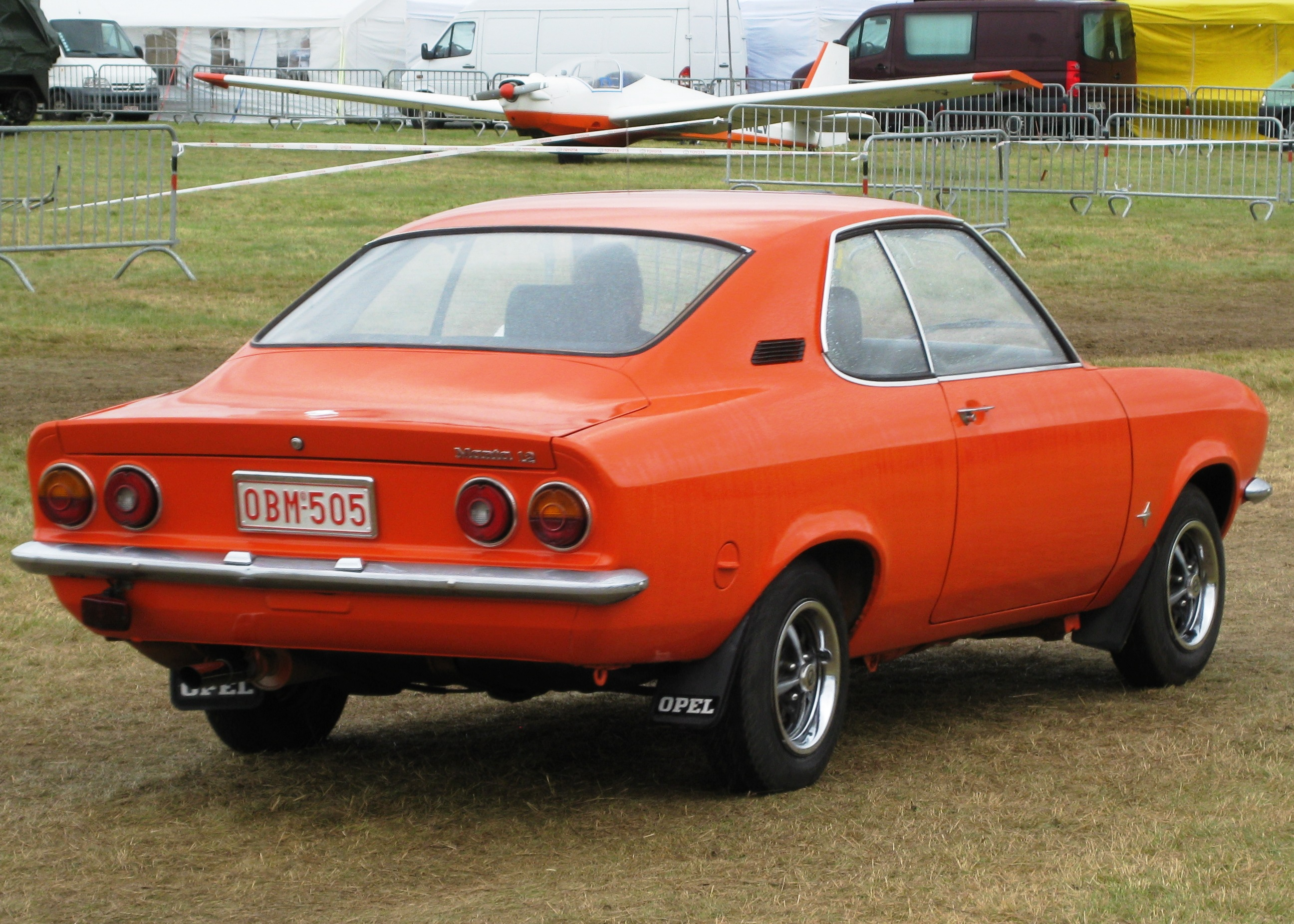
Manta 1.2 in Normalausstattung

Mit dem Kadett-Motor verhielt es sich beim Manta zunächst wie beim Ascona, es gab die Superbenzin-Variante sofort nach der Vergrößerung auf 1,2 l in Italien und ab März 1972 auch in Deutschland. Die Ersparnis zum Manta 1.6 betrug 347 DM. Schon im Mai 1973 nahm Opel den Manta 1.2 aber wieder aus dem Programm.
Im Gegensatz zu allen anderen Manta A trug die Kofferraumhaube mit dem Schriftzug Manta 1.2 eine Hubraumangabe.

### Sondermodell Holiday
Im Mai 1972 erschienen Kadett, Ascona und Manta Holiday. Bei letzterem handelte es sich um einen Manta 1.9 Luxus in der Farbe Citrusgelb, Ocker, Kardinal- oder Ziegelrot mit Drehzahlmesser, heizbarer Heckscheibe, Halogenscheinwerfern, Halogen-Nebelscheinwerfern einschließlich Nebelschlussleuchte, Gürtelreifen 165 SR 13, Sporträdern inklusive Radzierringen, Sicherheitsgurten und Kopfstützen. Der Preis lag mit 10.667 DM um 500 DM unter dem regulären Listenpreis, im Falle des Automatikgetriebes mit 11.422 DM um 700 DM.

## Modelljahr 1973

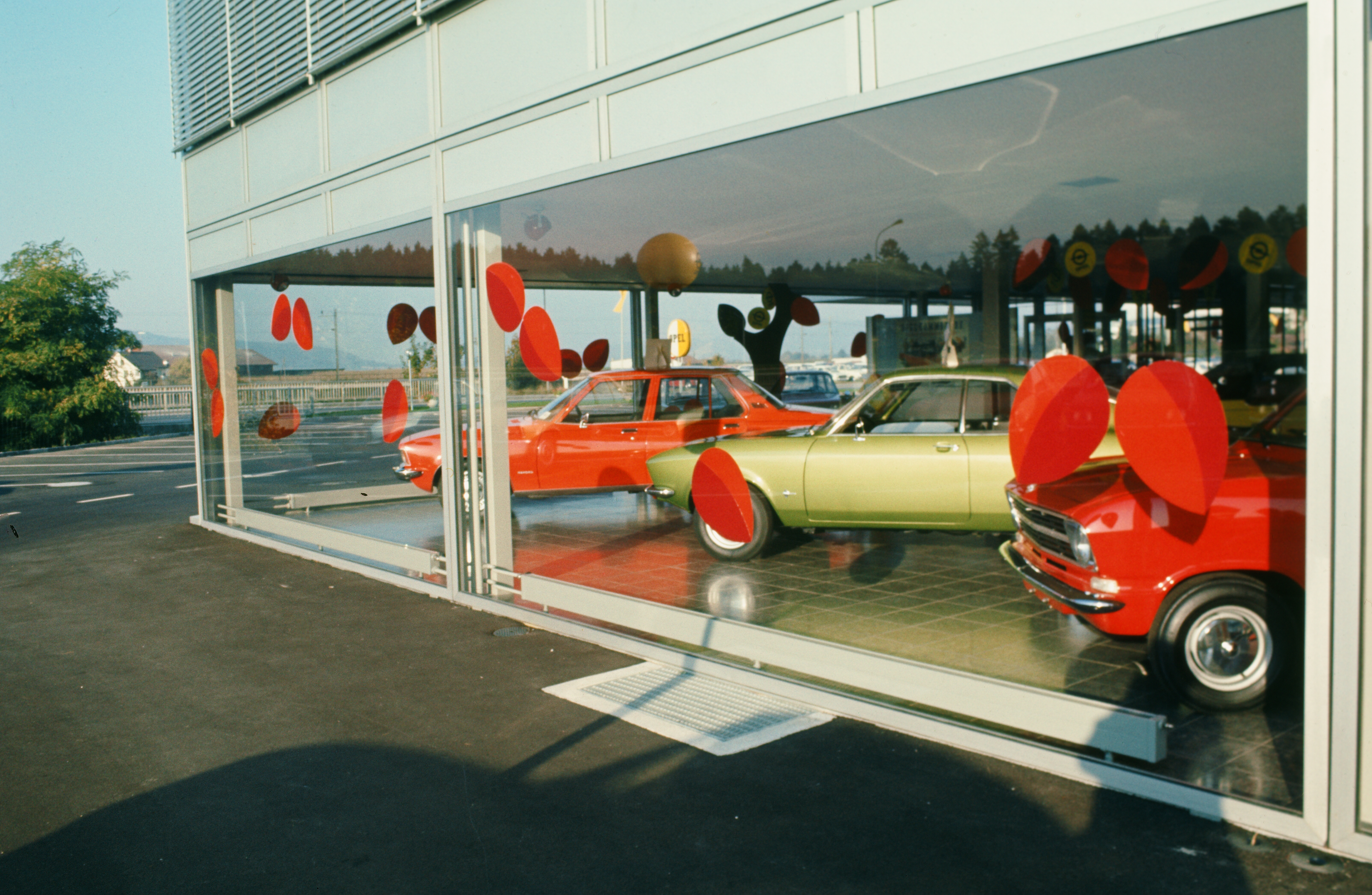
Manta im Verkaufsraum, Oktober 1972

### Aufpreisliste
Die Luxusausstattung umfasste jetzt die heizbare Heckscheibe, wodurch sich aber deren Mehrpreis erhöhte. Das automatische Getriebe ließ sich nun auch für die SR-Ausstattung erhalten, dann blieb die Hinterachsübersetzung aber unverändert.
Ab Februar 1973 hatte die serienmäßige Drehstromlichtmaschine 35 A anstatt bislang 28 A und die verstärkte 45 A anstatt 35 A. Ab April gehörten die Kopfstützen zum Serienumfang.

### Manta Berlinetta

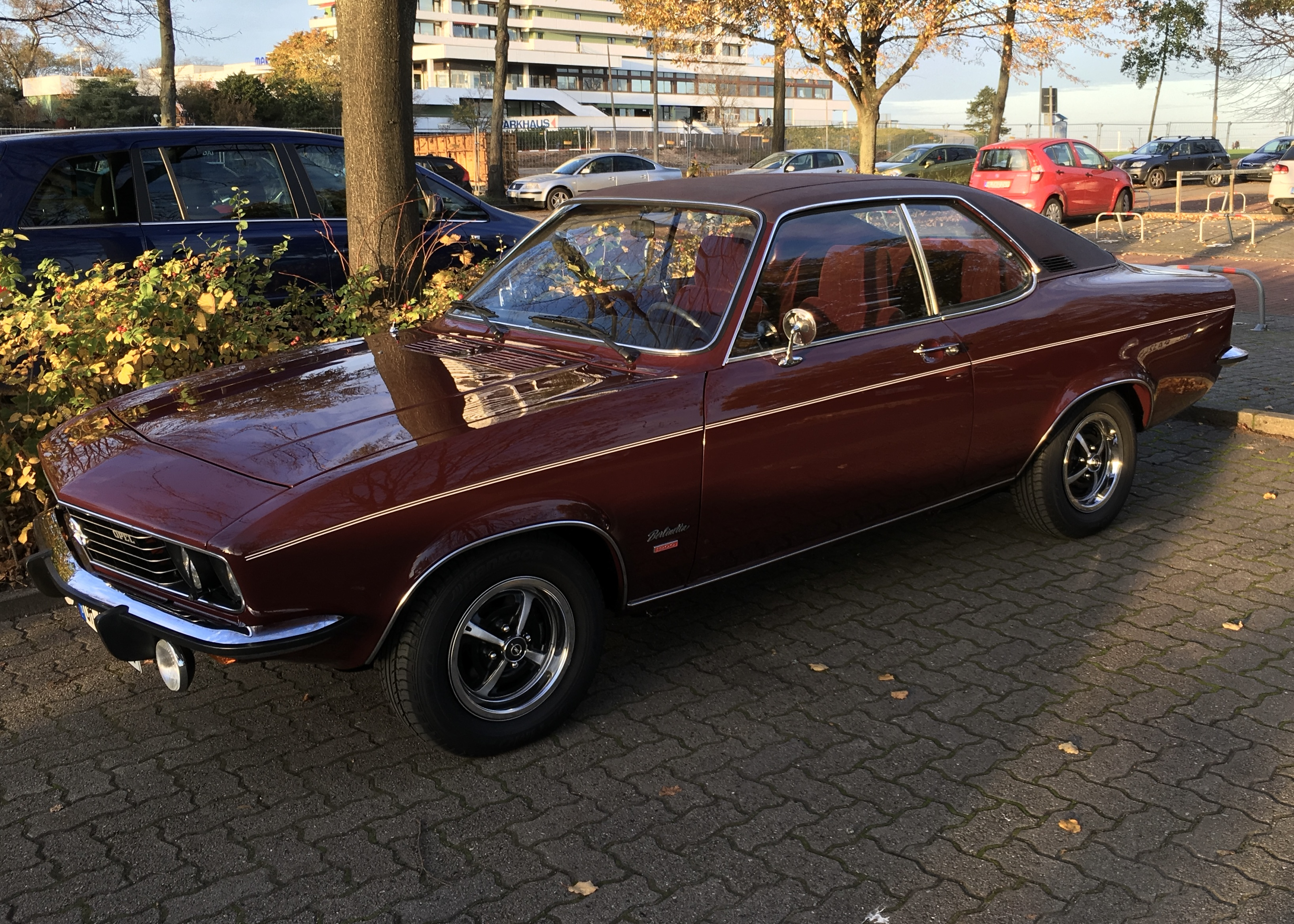
Manta Berlinetta

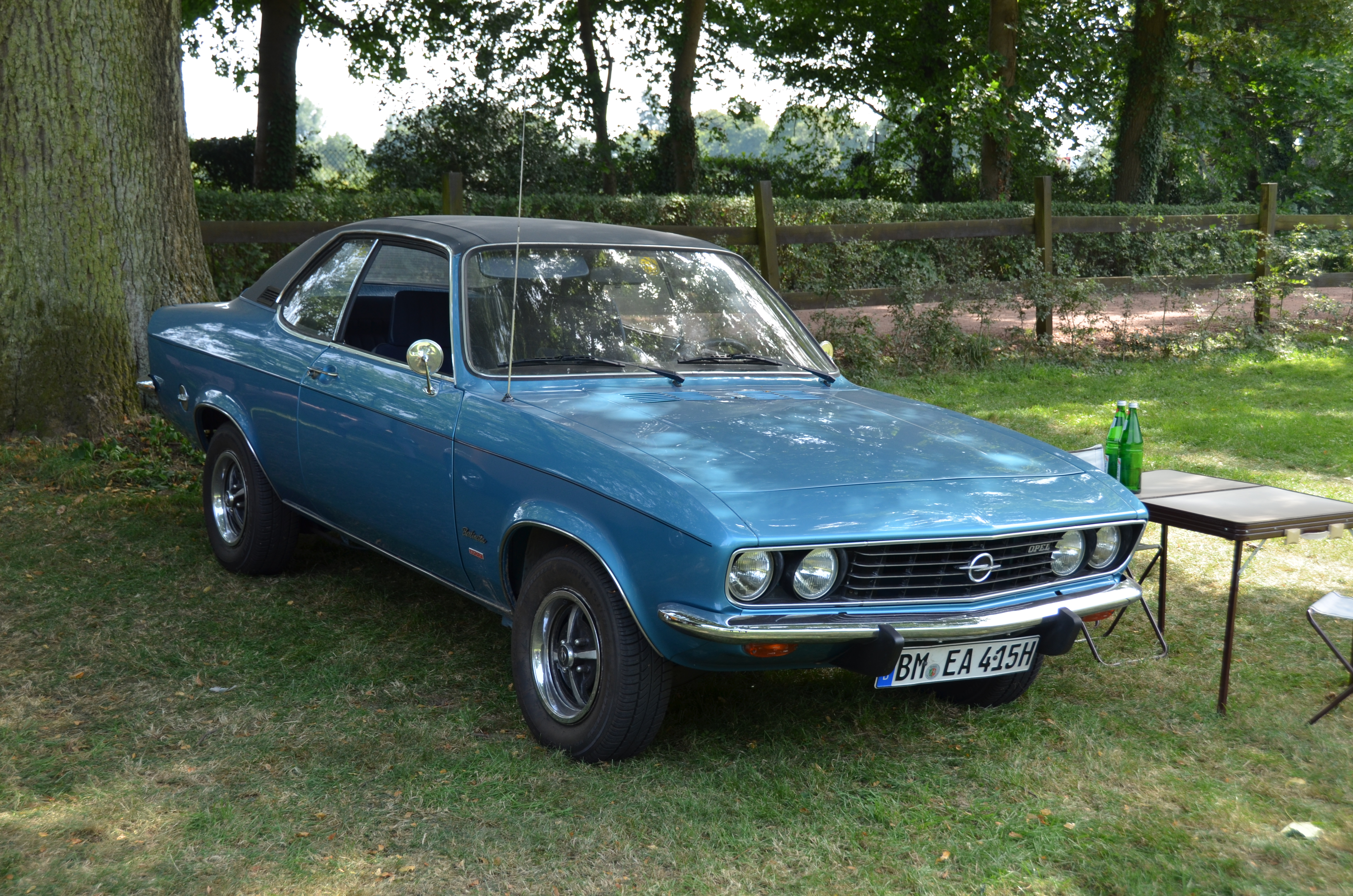
Manta Berlinetta

Im November 1972 erschien der Manta Berlinetta (ital. für Coupé) als Sondermodell. Er gab sich mit den Schriftzügen Berlinetta anstelle der Manta-Rochen an den vorderen Kotflügeln zu erkennen. Es handelte sich um eine Super-Luxusausstattung mit Cord-Sitzbezügen und daran farblich angepassten Dachhimmel. Die Türverkleidungen hatten Chromleisten, Stoffeinlagen, Holzimitat und an der Unterseite Teppich anstatt lackiertem Blech. Es gab einen Holzimitat-Schaltknauf, eine Mittelkonsole aus eingefärbten Kunststoff, das Sportlenkrad sowie hochwertigeren Teppich, der auch im Kofferraum lag. Zur Serienausstattung gehörten Halogenlicht, elektrische Scheibenwaschanlage, statische Sicherheitsgurte, Kopfstützen, heizbare Heckscheibe sowie Sporträder mit Radzierringen und Reifen 185/70 SR 13. Der Kunde durfte unter fünf Lackierungen auswählen, zu denen serienmäßig ein farblich angepasstes Vinyldach gehörte. Die Motorenauswahl beschränkte sich auf 1.6 S und 1.9.
Unter den Berlinetta-Käufern befanden sich auffällig viele Frauen und aufgrund des großen Erfolgs übernahm man das Modell Februar 1973 in die reguläre Preisliste. In der zweiten Hälfte der 1970er Jahre ging Opel dann dazu über, bei die meisten Baureihen drei Ausstattungen anzubieten, nämlich die nicht weiter bezeichnete Normalausstattung, Luxus und Berlina (ital. für Limousine) bzw. Berlinetta.

### Farben
| Standard:            |                |               |
| Sierrabeige BB       | Arktisweiß RR  | Granitgrau VV |
| Citrusgelb CC        | Kardinalrot JJ | Ocker SS      |
| Ziegelrot WW         | Kosmosblau KK  | Lagoblau XX   |
| nur Berlinetta:      |                |               |
| Tarragonarot QQ      |                |               |
| Einschicht-Metallic: |                |               |
| Monzablau HH         | Saharagold DD  | Silber UU     |
| Bronze GG            | Limonengrün PP |               |

| Farbauswahl für Berlinetta | Farbauswahl für Berlinetta |
| Lackierung                 | Vinyldach                  |
| -------------------------- | -------------------------- |
| Kosmosblau                 | Dunkelblau                 |
| Monzablau                  | Dunkelblau                 |
| Silber                     | Schwarz                    |
| Bronze                     | Braun                      |
| Tarragonarot               | Dunkelrot                  |

## Modelljahr 1974

### Überarbeitung

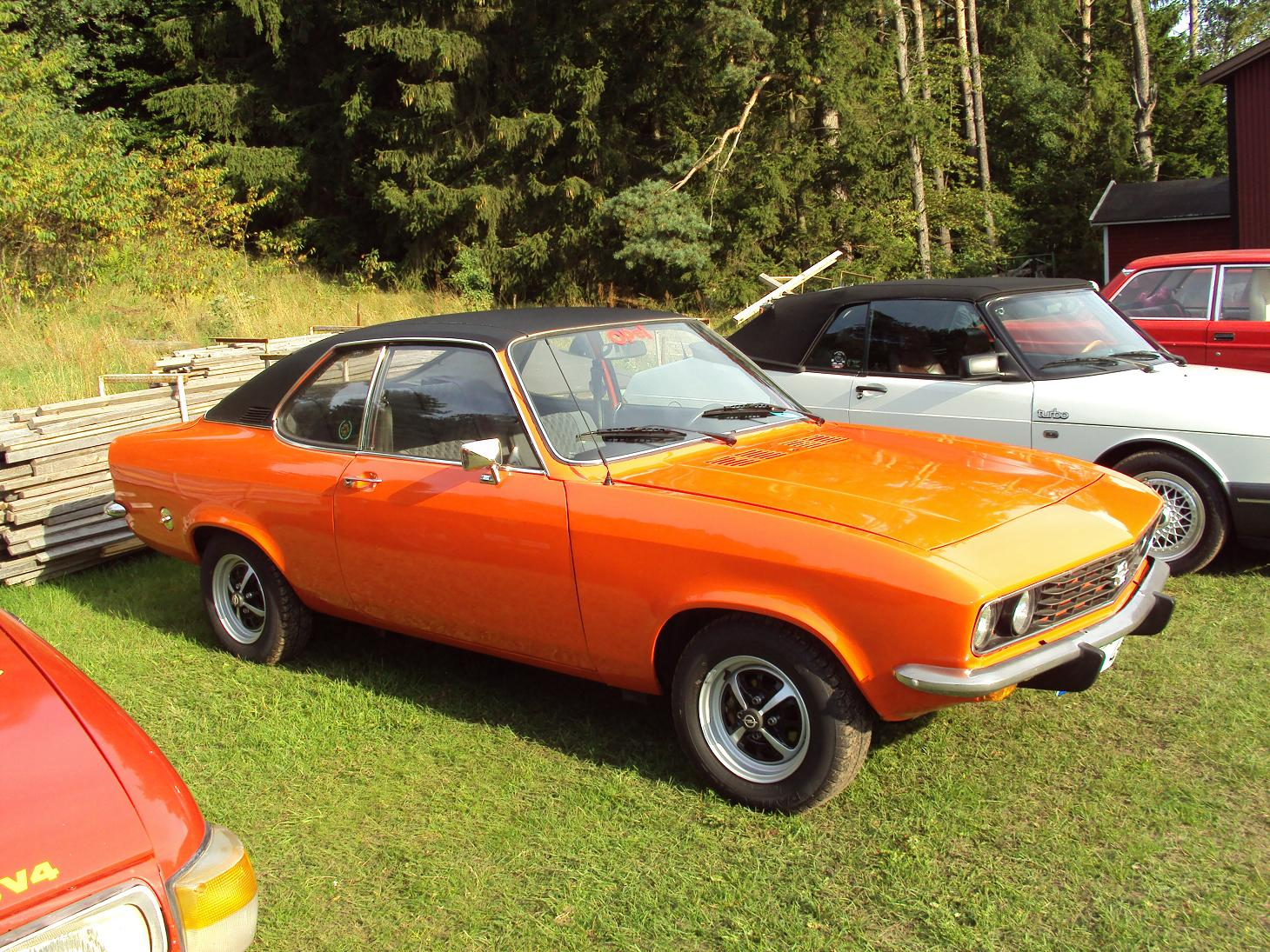
Manta Luxus ab 1973

Im August 1973 erhielt der Manta A entsprechend dem Ascona eine kaum zu erkennende Überarbeitung. Der Kühlergrill bestand nun aus schwarzen Kunststoff, der Außenspiegel hatte eine eckige Form, der Scheibenwischerschalter lag am Blinkerhebel, Lenkrad und Mittelkonsole waren neu gestaltet, zwei zusätzliche Frischluftdüsen lagen rechts und links nahe der Seitenfenster und es gab nun zwei Scheibenwaschdüsen und das Holzimitat um die Instrumente für alle Modelle. Zudem besaß die Karosserie nun eine B-Säule, die den bisherigen dünnen Scheibenrahmen ersetzte. Die ab Januar 1974 vorgeschriebenen Sicherheitsgurte vorne gehörten bereits zum Serienumfang, allerdings nur Statikgurte – Automatikgurte und Kopfstützen kosteten unverändert zusätzlich. Sie waren nun an der B-Säule anstatt bisher unter dem hinteren Seitenfenster montiert. Die Aufpreisliste ergänzten die 60 DM teureren Signalfarben.
Ab März 1974 gehörten Gürtelreifen zum Serienumfang, nachdem Diagonalreifen schon lange nicht mehr dem Stand der Technik entsprachen. Zu diesem Zeitpunkt erschienen außerdem die neuen Extras Recaro-Sportsitze und Scheinwerfer Wisch-/Waschanlage. Letztere kaufte in Deutschland praktisch niemand, so dass heute insbesondere der Wasserbehälter für diese Anlage zu den seltensten Manta-Ersatzteilen gehört.

### Farben
| Standard:            |                |               |
| Atlasbeige BB        | Polarweiß RR   | Granitgrau VV |
| Kardinalrot JJ       | Ocker SS       | Kosmosblau KK |
| Lagoblau XX          |                |               |
| nur Berlinetta:      |                |               |
| Tarragonarot QQ      |                |               |
| Signalfarben:        |                |               |
| Signalgelb CC        | Signalblau LL  | Signalgrün MM |
| Signalrot WW         |                |               |
| Einschicht-Metallic: |                |               |
| Monzablau HH         | Saharagold DD  | Silber UU     |
| Bronze GG            | Limonengrün PP |               |

Das SR-Dekor durfte nicht kombiniert werden mit Atlasbeige, Granitgrau, Kosmos- und Lagoblau.

### Sondermodell Plus
Das Sondermodell Manta Plus kam in den neuen Signalfarben daher. Es erschien im Oktober 1973, basierte auf den Manta 1.6 in Normalausführung besaß die leistungsstärkere Lichtmaschine, Sporträder sowie die häufig gekauften Extras Gürtelreifen 165 SR 13 und Kopfstützen. Der Slogan dafür lautete: Manta Plus – Ascona Plus – zu Minus-Preisen.

### Manta GT/E

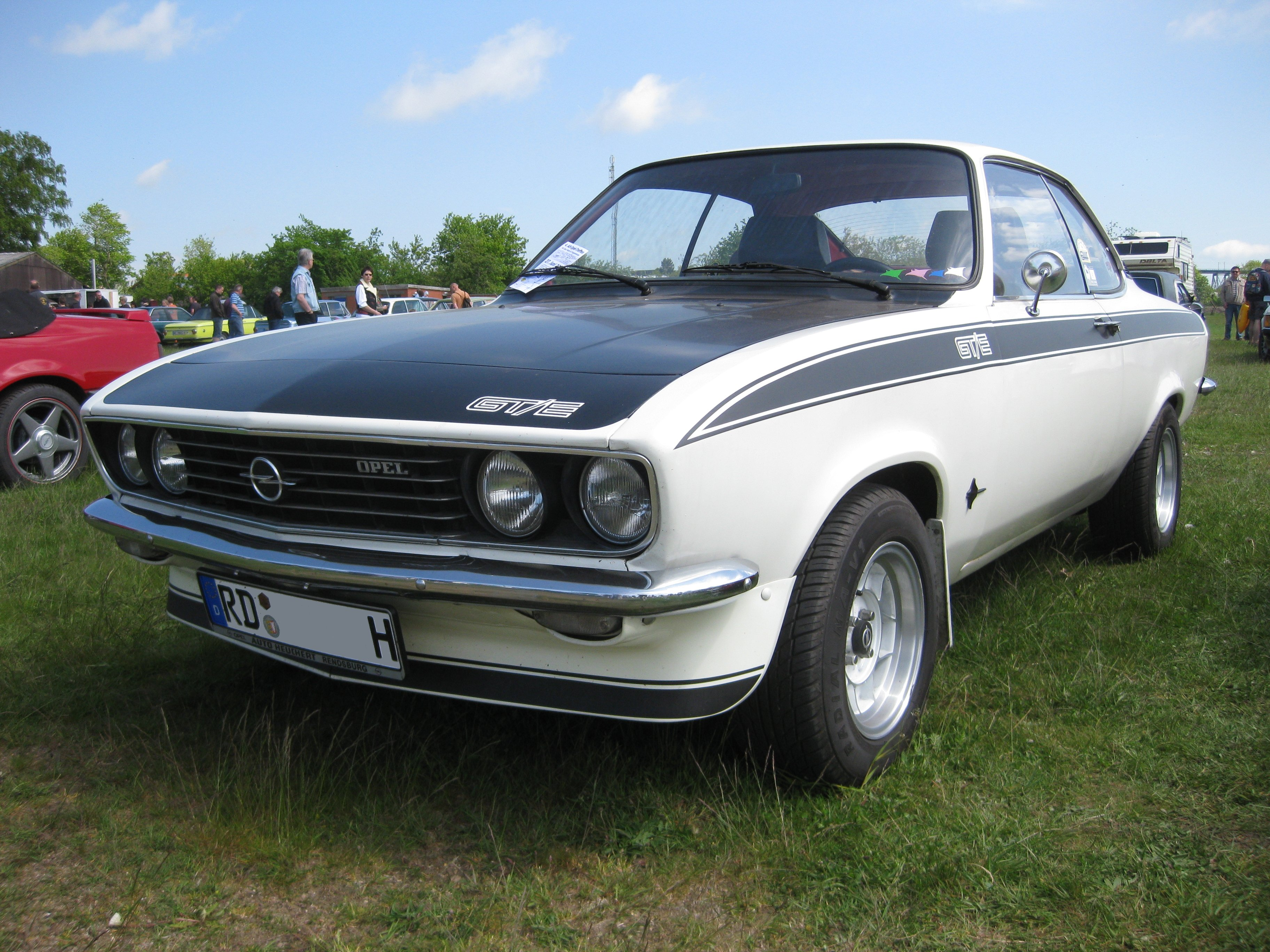
Manta GT/E

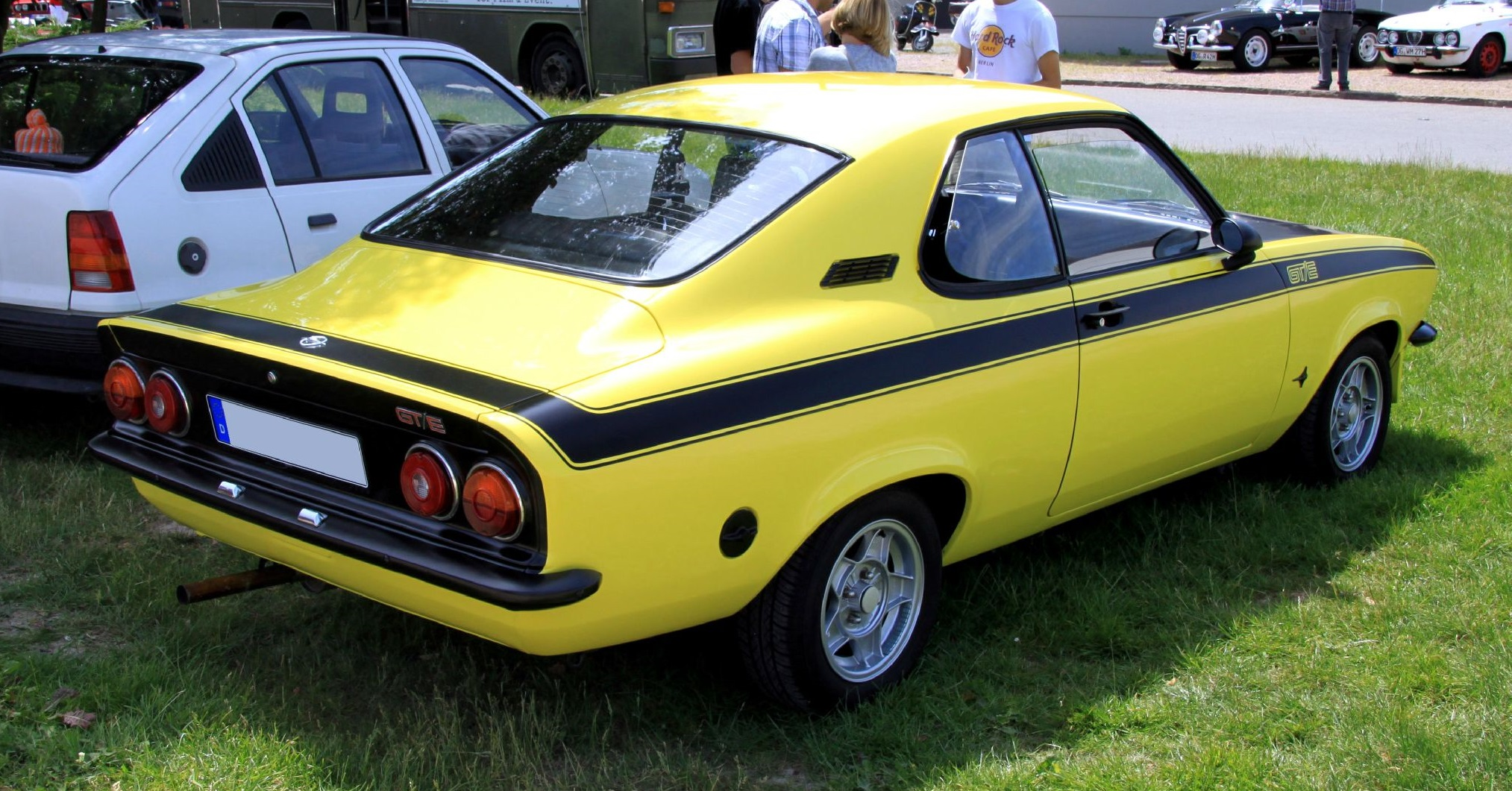
Manta GT/E

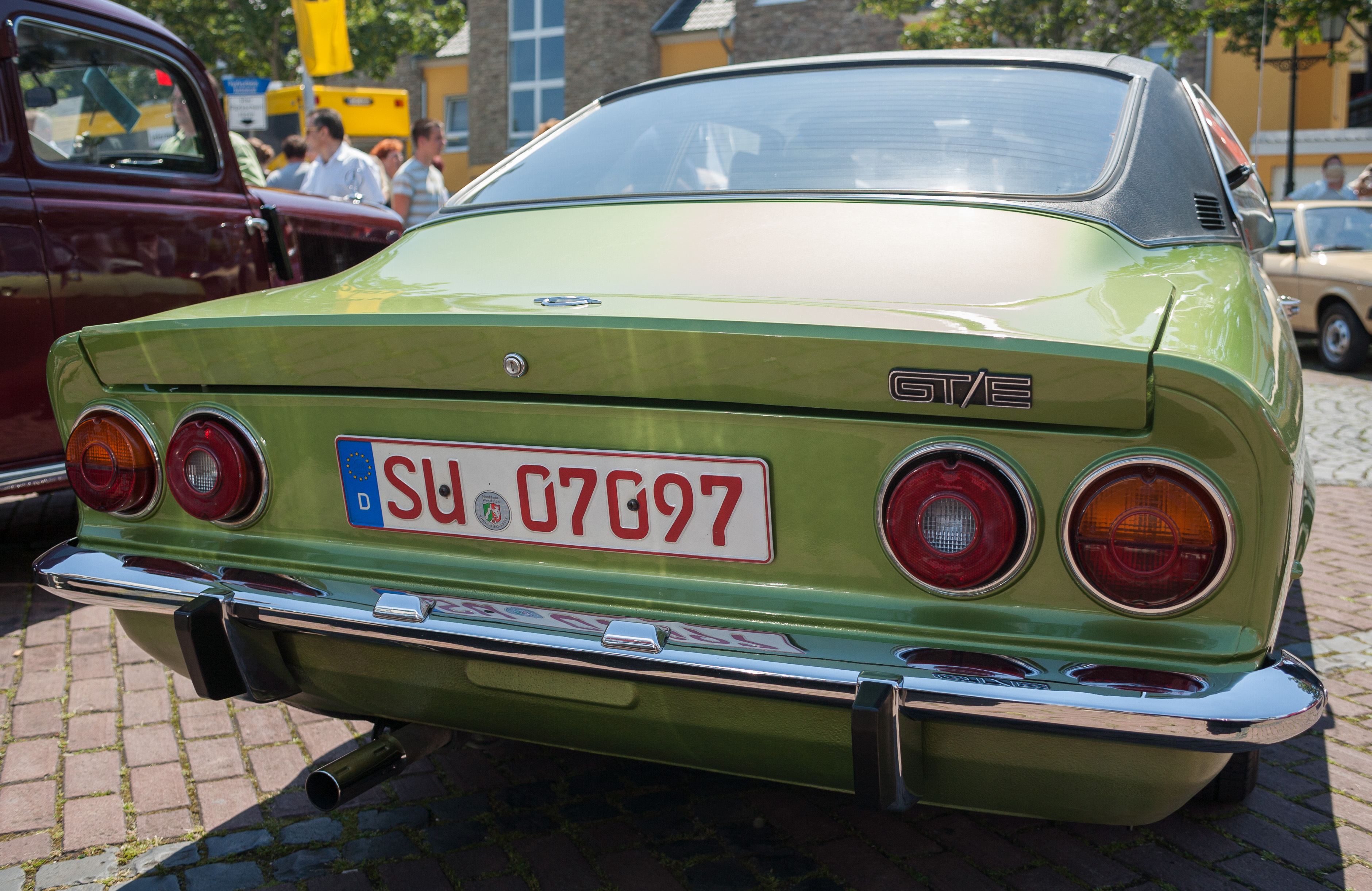
Manta GT/E ohne Dekor

In der fünfjährigen Produktionszeit des Manta A stellte das Erscheinen des GT/E die bedeutendste Neuerung dar. Auf der IAA 1973 zeigte Opel den Wagen erstmals und lieferte ihn dann ab März 1974 aus. Nachdem BMW in seiner 02-Serie, ein Manta-Konkurrent bereits 1971 mit dem 2002 tii einen Vierzylindermotor mit Einspritzanlage vorgestellt hatte, zog Opel mit drei Jahren Verspätung nach. Unter der Haube des GT/E lag des 1,9 l CIH-Motor in einer Version mit L-Jetronic, die 105 PS leistete und wie das BMW-Pendant besonders sparsam lief.
Der GT/E lag vorne 22 mm und hinten 14 mm tiefer, besaß Gasdruck-Stoßdämpfer, einen Frontspoiler und eine ähnliche, aber nicht identische Gestaltung wie der SR, die man ebenfalls abbestellen konnte: Die Seitenstreifen fielen breiter aus, so dass Opel auf dem Vorderkotflügel den in Wagenfarbe gehaltenen Schriftzug GT/E gut sichtbar darin unterbringen konnte. Den gleichen Schriftzug gab es links vor der Motorhaube, wozu die schwarze Fläche weiter nach vorne reichte. Der stilisierte Manta-Rochen, die Türgriffe, alle Fenster-Umrahmungen und ein Sport-Rückspiegel waren in Mattschwarz gehalten. Im Innenraum gab es den schwarzen Dachhimmel des SR, ein bis 220 km/h reichender Tachometer, Recaro-Sitze und ein neues Sportlenkrad mit vier Speichen. An der Heckklappe fand sich ausschließlich der Schriftzug GT/E.
Da der GT/E noch in der Ölkrise erschien, konnten nur 5.248 Fahrzeuge gebaut und 3.737 in Deutschland zugelassen werden. Im Manta B wurde der Einspritzmotor aber zum meistverkauften Antrieb.

### Manta 1.2
Als Folge der Ölkrise wurde der Kadett-Motor seinen mit 60 PS (44 kW) erneut in den Manta eingebaut. Dabei ging Opel zögerlich vor, ab März 1974 gab es den Motor gegen Minderpreis und erst im Juni 1974 führte die Preisliste den Manta 1.2 erneut als eigenständiges Modell auf. Ein derart kleiner Motor war in einem Mittelklasse-Coupé nicht ungewöhnlich und auch für Ford Capri oder VW Scirocco erhältlich. Ideal erschien der Manta 1.2 als Zweitwagen für Fahranfänger oder für Großstadtbewohner, wo der geringe Verbrauch im Stadtverkehr zum Tragen kam.

## Modelljahr 1975

### Farben
Nach den Werksferien 1974 fanden minimale Änderungen statt:
| Standard:            |                |               |
| Atlasbeige BB        | Polarweiß RR   | Granitgrau VV |
| Kardinalrot JJ       | Ocker SS       | Kosmosblau KK |
| Lagoblau XX          |                |               |
| nur Berlinetta:      |                |               |
| Royalrot QQ          |                |               |
| Signalfarben:        |                |               |
| Signalgelb CC        | Signalblau LL  | Signalgrün MM |
| Signalrot WW         |                |               |
| Einschicht-Metallic: |                |               |
| Monzablau HH         | Saharagold DD  | Silber UU     |
| Bronze GG            | Limonengrün PP |               |

| Dachfarbe für Berlinetta | Dachfarbe für Berlinetta |
| Lackierung               | Vinyldach                |
| ------------------------ | ------------------------ |
| Kosmosblau               | Dunkelblau               |
| Monzablau                | Dunkelblau               |
| Silber                   | Hellgrau                 |
| Bronze                   | Braun                    |
| Royalrot                 | Dunkelrot                |

### Leistungsreduzierungen
Die Reduzierung der Verdichtung zum Januar 1975 im Hinblick auf das kommende bleiarme Benzin hatte die gleichen Leistungsverluste wie beim Ascona zufolge. Der Manta 1.6 beschränkte sich auf 60 PS (44 kW), der Manta 1.6 S auf 75 PS (55 kW) und der Manta 1.9 auf 88 PS (65 kW), letzteres machte auch hier der größere Vergaser im Juni 1975 wieder rückgängig.

### Sondermodell Swinger
Im Januar 1975 erschienen Kadett, Ascona und Manta Swinger, für die das Opel Styling-Studio übersehbare Seiten-Dekore entworfen hatte. Beim Manta handelte es sich um breite Seitenseiten, die sich aus vier Einzelstreifen zusammensetzen: unten einen etwas dickeren roten Streifen und darüber liegend drei dünne in zwei Orangetönen und Gelb. Dazu gehörte die Lackierung Polarweiß auch für die Räder. Alternativ gab es eine Signalfarbe ohne Dekor und mit den gewöhnlichen Rädern. Der Manta Swinger war ein Manta 1.6 S Normalausführung mit Sportlenkrad und heizbare Heckscheibe. Das Dekor brachte der Händler an, es lag dem Wagen mitsamt Klebeanleitung bei.

### Farben
Ab März 1975 gab es für alle Opel-Fahrzeuge Pastellfarben:
| Standard:            |                |                  |
| Pastellbeige EE      | Polarweiß RR   | Pastelltürkis FF |
| Kardinalrot JJ       | Pastellgrün ZZ | Kosmosblau KK    |
| Pastellblau XX       |                |                  |
| nur Berlinetta:      |                |                  |
| Royalrot QQ          |                |                  |
| Signalfarben:        |                |                  |
| Signalgelb CC        | Signalblau LL  | Signalgrün MM    |
| Signalrot WW         |                |                  |
| Einschicht-Metallic: |                |                  |
| Monzablau HH         | Saharagold DD  | Silber UU        |
| Bronze GG            | Limonengrün PP |                  |

Das SR-Dekor durfte nicht kombiniert werden mit den Pastellfarben und Kosmosblau.

### Sondermodell Black Magic

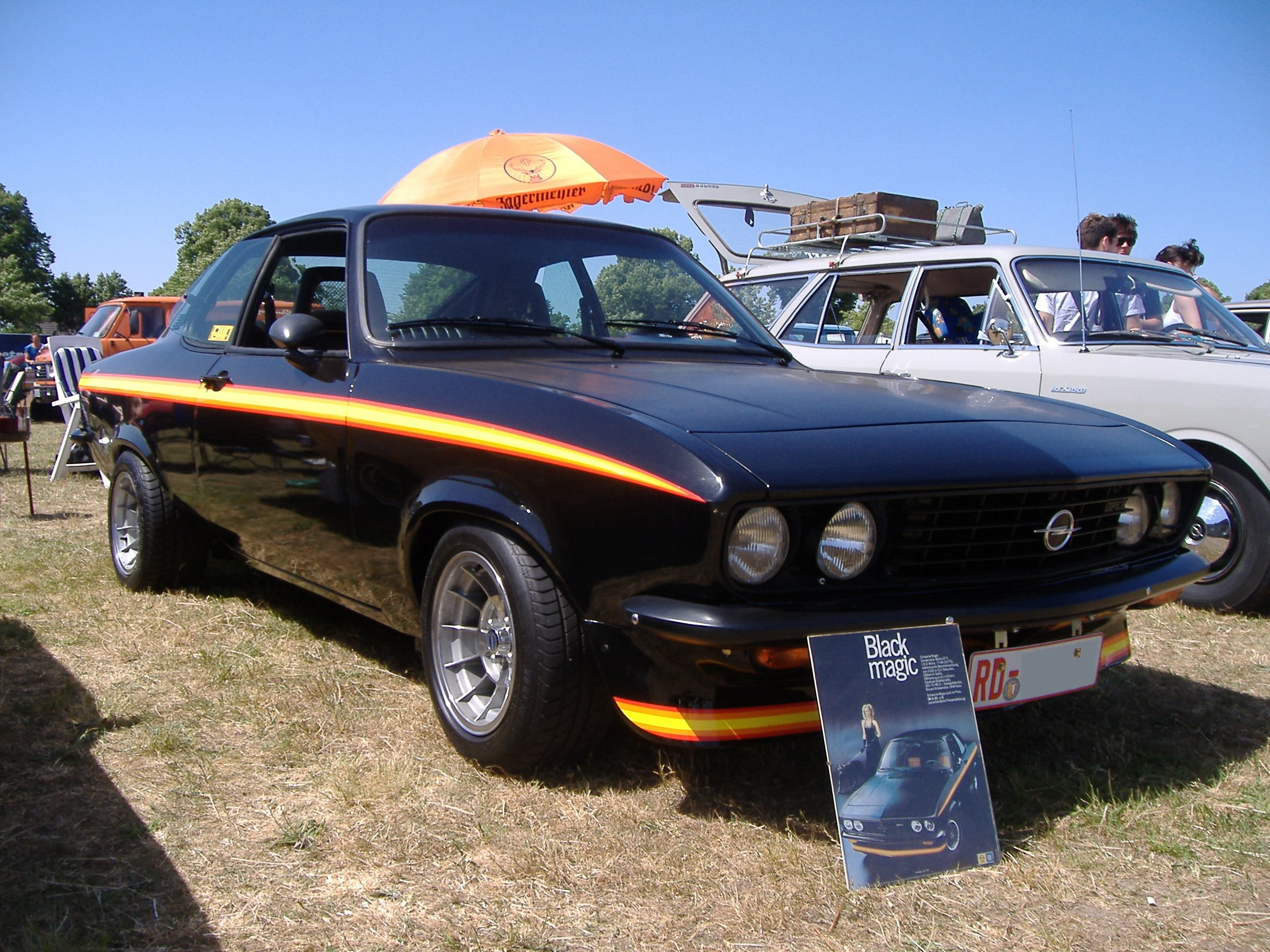
Manta Black Magic

Ab April 1975 versuchte Opel trotz des bevorstehenden Modellwechsels den Verkauf des GT/E aufrecht zu erhalten: Das Sondermodell Back Magic besaß das Radio Blaupunkt Mannheim und eine komplett schwarze Lackierung mit mattschwarzer Motorhaube. Die Sporträder mit den verchromten Zierringen trugen ebenfalls schwarzen Lack. Ursprünglich galt dies auch für die Stoßstangen, weil aber der Lack darauf nicht hielt, blieb es schließlich bei Chrom. In einer Zeit farbenfroh lackierter Autos verhalf dies dem Black Magic bereits zu einer unübersehbaren Erscheinung. Das unterstützten aufgeklebte breite Streifen an beiden Seiten und auf dem Frontspoiler, gebildet aus fünf Linien: Rot, Orange, Gelb, Orange, Rot. Anstatt des Manta-Rochens befand sich ein gelber Schriftzug „GT/E“ auf den Kotflügeln. Die schwarz eingefassten Stoffflächen der Vordersitze trugen passend zu der Zierstreifen ein gelb-schwarzes Karomuster, die Rücksitze schwarzes Kunstleder. Der Black Magic kostete 14.145 DM und geriet mit etwa 850 Fahrzeugen zu einem beachtlichen Erfolg.

### Sondermodell Sommer Bazar 75
Im Mai 1975, also kurz vor Produktionseinstellung erschien der 11.500 DM teure Manta Sommer Bazar 75, ein Manta 1.6 S in Normalausstattung mit einigen Extras. Wie den entsprechenden Ascona gab es ihn in den vier Signalfarben und bot er die Sportfelgen in silberner Lackierung, das Sportlenkrad und Kopfstützen. Bei ihm konnte man den breiten Seitenstreifen aber nicht abbestellen, so dass der Sportspiegel immer dazu gehörte.

### Produktionsende
Am 9. Juli 1975 endete die Produktion zugunsten des Manta B, der gemeinsam mit dem Ascona B auf der IAA 1975 vorgestellt wurde. Er unterschied sich vor allem durch eine größere Karosserie, die insbesondere den Hintensitzenden mehr Platz bot. Antriebseinheit und Fahrwerk blieben weitgehend unverändert.

## Technische Daten
|                           | Manta 1.2                                                                                                | Manta 1.6                                                                                                | Manta 1.6 S                                                                                              | Manta 1.9                                                                                                | Manta GT/E                                                                                               |
| 1972–1975                 | 1970–1975                                                                                                | 1970–1975                                                                                                | 1970–1975                                                                                                | 1974–1975                                                                                                | |
| ------------------------- | --- | --- | --- | --- | --- |
| Motor                     | 4-Zylinder-Reihenmotor (Viertakt)                                                                        | 4-Zylinder-Reihenmotor (Viertakt)                                                                        | 4-Zylinder-Reihenmotor (Viertakt)                                                                        | 4-Zylinder-Reihenmotor (Viertakt)                                                                        | 4-Zylinder-Reihenmotor (Viertakt)                                                                        |
| Kraftstoff                | Super | Normal                                                                                                   | Super | Super | Super |
| Hubraum                   | 1196 cm³                                                                                                 | 1584 cm³                                                                                                 | 1584 cm³                                                                                                 | 1897 cm³                                                                                                 | 1897 cm³                                                                                                 |
| Bohrung × Hub             | 79 mm × 61 mm                                                                                            | 85 mm × 69,8 mm                                                                                          | 85 mm × 69,8 mm                                                                                          | 93 mm × 69,8 mm                                                                                          | 93 mm × 69,8 mm                                                                                          |
| Leistung                  | 44 kW (60 PS) bei 5400/min                                                                               | 50 kW (68 PS) bei 5200/min                                                                               | 59 kW (80 PS) bei 5200/min                                                                               | 66 kW (90 PS) bei 4800/min                                                                               | 77 kW (105 PS) bei 5400/min                                                                              |
| Änderung Januar 1975      | | 44 kW (60 PS) bei 5000/min                                                                               | 55 kW (75 PS) bei 5000/min                                                                               | 65 kW (88 PS) bei 5100/min                                                                               | |
| Änderung Juni 1975        | | | | 66 kW (90 PS) bei 4800/min                                                                               | |
| Drehmoment                | 88 Nm bei 3000/min–3800/min                                                                              | 108 Nm bei 3400/min                                                                                      | 118 Nm bei 3800/min                                                                                      | 145 Nm bei 2500/min–3600/min                                                                             | 152 Nm bei 4200/min                                                                                      |
| Änderung Januar 1975      | 88 Nm bei 2600/min–3400/min                                                                              | 102 Nm bei 3000/min–3400/min                                                                             | 114 Nm bei 3800/min                                                                                      | 142 Nm bei 2800/min–3600/min                                                                             | |
| Änderung Juni 1975        | | | | 148 Nm bei 2600/min–3800/min                                                                             | |
| Verdichtung               | 9,2 : 1                                                                                                  | 8,2 : 1                                                                                                  | 9,5 : 1                                                                                                  | 9,0 : 1                                                                                                  | 9,2 : 1                                                                                                  |
| Änderung Januar 1975      | 9,0 : 1                                                                                                  | 8,0 : 1                                                                                                  | 8,8 : 1                                                                                                  | 8,8 : 1                                                                                                  | |
| Gemischaufbereitung       | 1 Fallstromvergaser                                                                                      | 1 Fallstromvergaser                                                                                      | 1 Register-Fallstromvergaser                                                                             | 1 Register-Fallstromvergaser                                                                             | Bosch L-Jetronic                                                                                         |
| Ventilsteuerung           | OHV | CIH | CIH | CIH | CIH |
| Nockenwellenantrieb       | Rollenkette                                                                                              | Duplex-Rollenkette                                                                                       | Duplex-Rollenkette                                                                                       | Duplex-Rollenkette                                                                                       | Duplex-Rollenkette                                                                                       |
| Kühlung                   | Wasserkühlung                                                                                            | Wasserkühlung                                                                                            | Wasserkühlung                                                                                            | Wasserkühlung                                                                                            | Wasserkühlung                                                                                            |
| Getriebe                  | 4-Gang-Getriebe, Knüppelschaltung                                                                        | 4-Gang-Getriebe, Knüppelschaltung                                                                        | 4-Gang-Getriebe, Knüppelschaltung a. W. Opel-Dreistufenautomatik                                         | 4-Gang-Getriebe, Knüppelschaltung a. W. Opel-Dreistufenautomatik                                         | 4-Gang-Getriebe, Knüppelschaltung a. W. Opel-Dreistufenautomatik                                         |
| Achsübersetzung           | 4,11 | 3,70 | 3,67 SR: 3,89                                                                                            | 3,44 SR: 3,67                                                                                            | 3,44 |
| Radaufhängung vorn        | Einzelradaufhängung an Doppelquerlenkern, Schraubenfedern                                                | Einzelradaufhängung an Doppelquerlenkern, Schraubenfedern                                                | Einzelradaufhängung an Doppelquerlenkern, Schraubenfedern                                                | Einzelradaufhängung an Doppelquerlenkern, Schraubenfedern                                                | Einzelradaufhängung an Doppelquerlenkern, Schraubenfedern                                                |
| Radaufhängung hinten      | Zentralgelenkachse (Starrachse mit Deichsel, Längslenkern und Panhardstab), Schraubenfedern              | Zentralgelenkachse (Starrachse mit Deichsel, Längslenkern und Panhardstab), Schraubenfedern              | Zentralgelenkachse (Starrachse mit Deichsel, Längslenkern und Panhardstab), Schraubenfedern              | Zentralgelenkachse (Starrachse mit Deichsel, Längslenkern und Panhardstab), Schraubenfedern              | Zentralgelenkachse (Starrachse mit Deichsel, Längslenkern und Panhardstab), Schraubenfedern              |
| Lenkung                   | Zahnstangenlenkung                                                                                       | Zahnstangenlenkung                                                                                       | Zahnstangenlenkung                                                                                       | Zahnstangenlenkung                                                                                       | Zahnstangenlenkung                                                                                       |
| Bremsen                   | Hydraulische Zweikreis-Bremsanlage mit Bremskraftverstärker, Scheibenbremsen vorn, Trommelbremsen hinten | Hydraulische Zweikreis-Bremsanlage mit Bremskraftverstärker, Scheibenbremsen vorn, Trommelbremsen hinten | Hydraulische Zweikreis-Bremsanlage mit Bremskraftverstärker, Scheibenbremsen vorn, Trommelbremsen hinten | Hydraulische Zweikreis-Bremsanlage mit Bremskraftverstärker, Scheibenbremsen vorn, Trommelbremsen hinten | Hydraulische Zweikreis-Bremsanlage mit Bremskraftverstärker, Scheibenbremsen vorn, Trommelbremsen hinten |
| Karosserie                | Stahlblech, selbsttragend                                                                                | Stahlblech, selbsttragend                                                                                | Stahlblech, selbsttragend                                                                                | Stahlblech, selbsttragend                                                                                | Stahlblech, selbsttragend                                                                                |
| Spurweite                 | vorne: 1329 mm, hinten: 1320 mm                                                                          | vorne: 1329 mm, hinten: 1320 mm                                                                          | vorne: 1329 mm, hinten: 1320 mm                                                                          | vorne: 1329 mm, hinten: 1320 mm                                                                          | vorne: 1329 mm, hinten: 1320 mm                                                                          |
| Radstand                  | 2430 mm                                                                                                  | 2430 mm                                                                                                  | 2430 mm                                                                                                  | 2430 mm                                                                                                  | 2430 mm                                                                                                  |
| Länge                     | 4292 mm, L und SR: 4343 mm                                                                               | 4292 mm, L und SR: 4343 mm                                                                               | 4292 mm, L und SR: 4343 mm                                                                               | 4292 mm, L und SR: 4343 mm                                                                               | 4292 mm, L und SR: 4343 mm                                                                               |
| Leergewicht               | 865 kg, L: 880 kg                                                                                        | 930 kg, L: 945 kg, SR: 970 kg                                                                            | 930 kg, L: 945 kg, SR: 970 kg                                                                            | 930 kg, L: 945 kg, SR: 970 kg                                                                            | 980 kg                                                                                                   |
| Höchstgeschwindigkeit     | 145 km/h                                                                                                 | 154 km/h                                                                                                 | 164 km/h Automatik: 159 km/h                                                                             | 170 km/h Automatik: 165 km/h                                                                             | 188 km/h Automatik: 183 km/h                                                                             |
| Änderung Januar 1975      | | 150 km/h                                                                                                 | 160 km/h Automatik: 155 km/h                                                                             | 167 km/h Automatik: 162 km/h                                                                             | |
| Änderung Juni 1975        | | | | 170 km/h Automatik: 165 km/h                                                                             | |
| Beschleunigung 0–100 km/h | 18 s | 17 s | 14 s SR: 13,5 s Automatik: 18 s                                                                          | 13 s SR: 12,5 s Automatik: 14 s                                                                          | 10,5 s                                                                                                   |
| DIN-Verbrauch             | 8,3 l/100km                                                                                              | 9,0 l/100km                                                                                              | 8,6 l/100km SR: 8,9 l/100km Automatik: 9,4 l/100km                                                       | 8,5 l/100km SR: 8,7 l/100km Automatik: 9,7 l/100km                                                       | 8,1 l/100km                                                                                              |

## US-Modelle
Für den Export in die USA wurde der Manta ab 1971 im GM-Werk Antwerpen gefertigt und anschließend über die Buick-Händler verkauft. Bei einer Verdichtung von 7,6:1 leistete der Motor mit Vergaser 78 PS (56 kW), ab Januar 1974 mit Einspritzanlage 84 PS (62 kW) für Kalifornien und 102 PS (75 kW) für die übrige USA. Buick bot den Wagen zunächst als Opel 1900 Sport Coupé und 1900 Rallye an, ab dem Modelljahr 1973 als Manta, wobei es sich beim Manta L um die europäische Berlina-Ausstattung handelte. Zusammen mit dem Ascona A wurden rund 170.000 Fahrzeuge in die USA exportiert.

## Tuning

### Sechszylinder-Manta

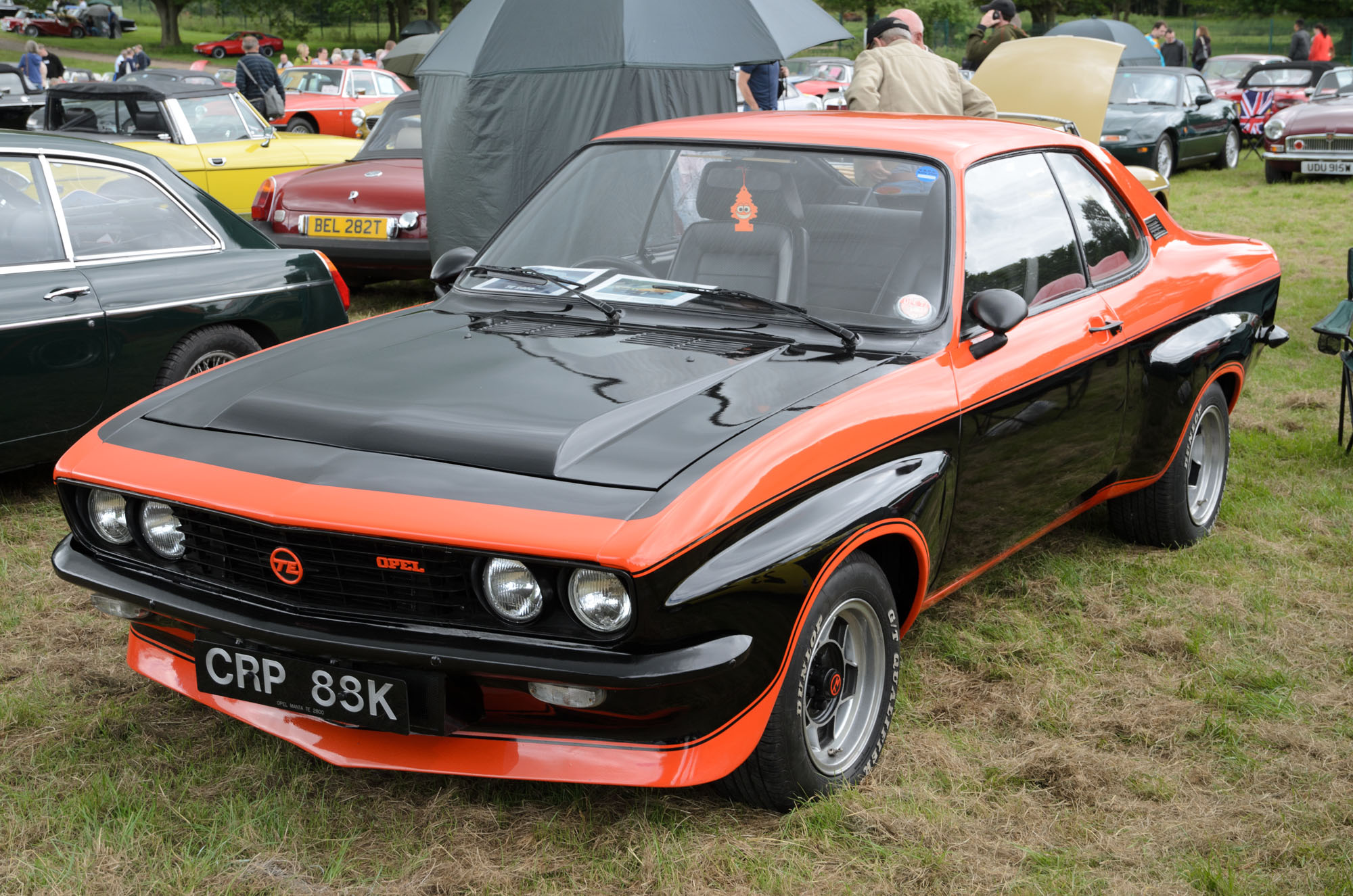
TE 2800

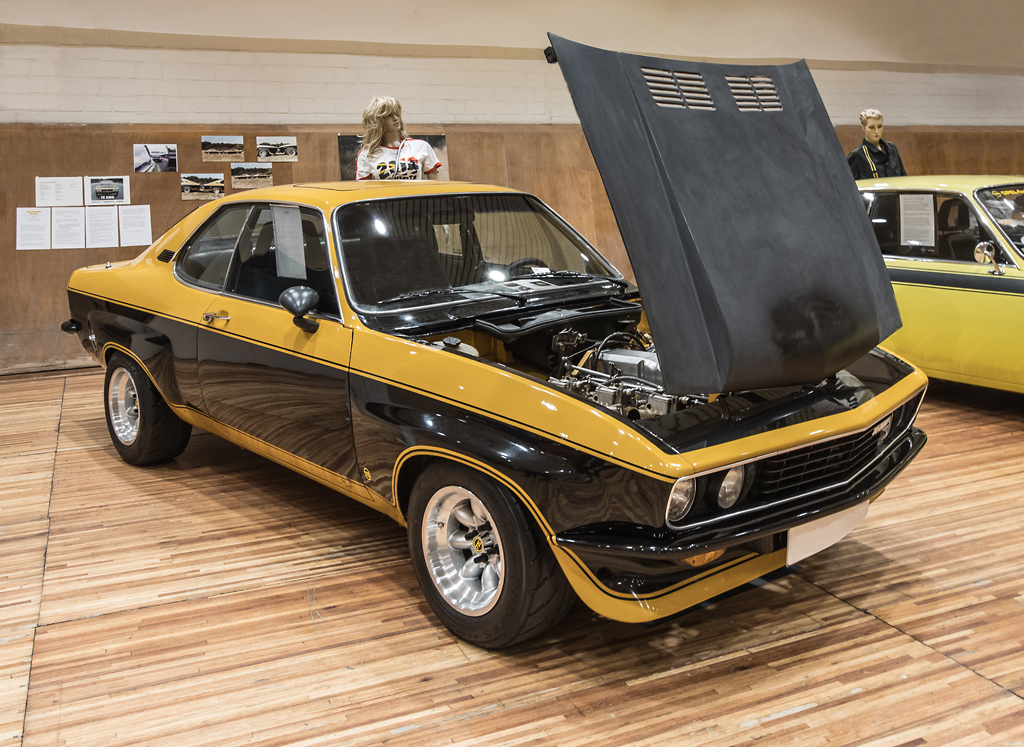
TE 2800

#### Vorgeschichte
Im Hinblick auf dem Capri V6 dachte man bei Opel daran, den Sechszylinder-Motor des Commodore in den Manta einzubauen und eine Kleinserie im Werk Antwerpen zu fertigen. Bereits im September 1970 begann die Arbeiten an einem Prototypen mit 2,5 l Hubraum, der dann im Fahrversuch überzeugen konnte. Parallel dazu entwarf George Gallion verbreiterte Radhäuser und einen Frontspoiler, der eine Einheit mit der Stoßstange bildete. Um mit dem Wagen am Rennsport teilzunehmen, verlangte die FIA aber eine Produktion von 1.000 Fahrzeugen, was zur Einstellung des Projekts im Mai 1971 führte. Die Öffentlichkeit erfuhr von alldem nichts, nur Gallions Design-Entwurf durften  Motorsport-Fotografen im Winter 1970/71 sehen.
Vic Heylen, Betreiber der Autoreparaturwerkstatt Transeurope Engeniering, die nahe der Rennstrecke Zolder lag, wollte aber den Wagen produzieren und wandte sich an den Verkaufsvorstand Bob Lutz, der unter der Bedingung Unterstützung zusagte, dass der Kühlergrill kein Opel-Logo bekommt. Im Herbst 1971 konnte Heylen auf der Rennstrecke in Zolder eine Testfahrt anbieten. Der Chef von Opel Deutschland, Alexander A. Cunningham (1926–1996) und der Chefingenieur Chuck Chapman (1926–2012) unterzeichneten daraufhin eine Absichtserklärung, 500 Karosserien ohne Motor im Werk Antwerpen zu produzieren und zu lagern, damit wöchentlich eine kleine Zahl zur Fertigstellung nach Transeurope Engeniering geliefert werden kann.
Nachdem Bob Lutz mit dem Jahreswechsel 1971/72 zu BMW ging und dann auch noch Chapman Opel verließ, ließ die Unterstützung für das Projekt nach. Der Wagen stand zwar im Januar 1972 auf dem Opel-Stand des Brüsseler Salons, der Produktionsanlauf verzögerte sich aber bis zum Sommer 1973. Dann kam die Ölkrise und Ende Januar 1994 ging auch noch Cunningham. Erst im Mai 1974 begann endlich der Verkauf. Es bestand die Hoffnung, dass die Polizei Rijkswacht 135 Fahrzeuge kaufte, doch verschob sie die Entscheidung solange, bis die Produktion des Manta A endete.

#### TE 2800
Heylen nannte sein Modell TE 2800 (für Transeurope Engeniering) und brachte ein TE-Logo anstelle des Opel-Blitzes am Kühlergrill an, das noch Bob Lutz entworfen hatte. Dabei kam der unveränderte Motor des Commodore 2.8 GS mit seinen 142 PS zu Einsatz, so dass jeder Opel-Händler Wartung und Reparaturen durchführen konnte. Für den Renneinsatz ließ sich die Leistung aber leicht auf 220 PS steigern.
Damit der Motor in den Manta passte, war die Front derart abgeändert, dass der Kühler unmittelbar hinter dem Kühlergrill angeordnet werden konnte. Zudem verlangte der Motor nach einer Haube mit einer Hutze. Diese baute TE aus faserverstärken Kunststoff. Weitere Maßnahmen zur Entlastung der Vorderachse waren die in den Kofferraum verlegte Batterie und der Frontspoiler mit seiner integrierter Stoßstange. Daraus resultierte eine Gewichtsverteilung von 55:45, die einen einwandfreien Geradeauslauf ermöglichte. Der Innenraum blieb weitgehend unverändert, sieht man vom Tachometer aus dem Commodore GE/E ab. Recaro-Sportsitze und die SR-Zusatzinstrumente gehörten zum Serienumfang. Vorne besaß der TE 2800 innenbelüftete Bremsscheiben und die Hinterachse mit der Übersetzung 3,17 stammte vom Manta GT/E, allerdings kamen mit der Dimension 195/70 R 13 Reifen mit etwas größerem Abrollumfang zum Einsatz. Sie ermöglichte 200 km/h Höchstgeschwindigkeit und eine Beschleunigung von 0 auf 100 km/h in 9 s. Aufgrund der günstigeren Aerodynamik lief der Manta gegenüber dem gleich motorisierten Commodore nennenswert sparsamer.
Vom Manta TE 2800 sind nach offizieller Angabe 79 Fahrzeuge gebaut worden. Steinmetz übernahm den Deutschland-Verkauf und ließ jedes Fahrzeug vom TÜV Darmstadt einzeln abnehmen. Der Verkaufspreis betrug inklusive einer auffälligen Zweifarben-Lackierung 19.980 DM

### Manta Turbo System May Engineering
Michael May, der insbesondere mit aufgeladenen Ford-Motoren Bekanntheit erlangt hatte, baute auch den Opel Manta um. Er reduzierte die Verdichtung mit den Muldenkolben der US-Modelle auf 7,6:1, nahm einen Vergaser des Typs Solex EEIT und einen Turbolader von KKK, um die Motorleistung auf 140 PS (103 kW) bei 6000/min zu erhöhen. Die Übersetzung passte er mit einer Hinterachsübersetzung 3,18:1 an. Damit erreichte der Manta 200 km/h Höchstgeschwindigkeit und eine Beschleunigung von 0 auf 100 km/h in 11,6 s – die Mehrleistung machte sich vor allem im oberen Geschwindigkeitsbereich bemerkbar. May baute fünf signalgelbe Manta SR um, die auch einen Frontspoiler und vier innenbelüftete Scheibenbremsen erhielten. Sie wurden von Opel als Versuchsfahrzeuge eingesetzt, aber auch der Presse als Testwagen zur Verfügung gestellt.
Opel zeigte den May-Turbo Manta auf der IAA 1973, konnte sich aber nicht zu einer Serienproduktion durchringen und setzte schließlich mit dem GT/E auf eine Einspritzanlage zur Leistungssteigerung. Es bestand aber die Möglichkeit, einen Manta bei May umbauen zu lassen.

### D.O.T. Turbo-Manta
Neben May führte auch Broadspeed eine Leistungssteigerung mittels Aufladung durch. Man nahm ebenfalls die Kolben der US-Modelle, modifizierte aber den Serien-Vergaser und wählte einen Turbolader aus britischer Produktion, nämlich von Holset, einen später von Cummins übernommenen Hersteller. Damit stieg die Motorleistung um 75 % auf 156 PS bei 5500/min.
Der zugehörige Turbo-Manta kam auf Initiative des britischen Händlerverbands Dealer Opel Team(D.O.T.) zustande. Er erschien im Oktober 1974 ausschließlich als Rechtslenker für den britischen Markt. Das Prospekt gab für ihn 200 km/h Höchstgeschwindigkeit und eine Beschleunigung in 7,6 s von 0 auf 96 km/h an. Ausgangsbasis war der Manta Berlinetta. Das Fahrwerk mit den Reifen 185/70 R 13 blieb unberührt. Gleiches galt für die Auspuffanlage, so dass sich der Turbo-Manta nur an seinem speziellen Frontspoiler und den kleinen Turbo-Schriftzügen in den seitlichen Zierstreifen zu erkennen gab. Im Innenraum fand sich die Zusatzinstrumente-Konsole des SR, allerdings mit Anzeigen für Öldruck, Uhrzeit und Ladedruck. Drehzahlmesser, getönte Front- und Heckscheibe, Scheinwerfer-Wisch-Waschanlage und Schiebedach gehörten zum Serienumfang. Alle Wagen trugen schwarzen Lack in Kombination mit dem schwarzen Vinyldach. Obwohl die Planung 100 Turbo-Manta vorsahen, entstanden lediglich 28 Fahrzeuge, darunter einige mit automatischem Getriebe. Die vorausgegangene Ölkrise dämpfte die Nachfrage noch immer, wobei der Verkaufspreis £ 3493 betrug.